# Просветитељство
Просветитељство (или доба разума) је раздобље од 1650-их до 1780-их током којег су интелектуалне и културалне снаге у Европи давале нагласак разуму, анализи, и индивидуализму насупрот традиционалним линијама ауторитета. Промовисали су га филозофи и локални интелектуалци у урбаним кафанама, салонима и масонским ложама. Заговорници просветитељства доводили су у питање и изазивали ауторитет институција које су биле дубоко укорењене у друштву, као нпр. Католичке цркве и залагали се за реформу друштва утемељеном на толеранцији, науци и скептицизму.
Многи филозофи и научници као Франсис Бејкон (1562—1626), Рене Декарт (1596—1650), Џон Лок (1632—1704), Барух Спиноза (1632—1677), Пјер Бејл (1647—1706), Волтер (1694—1778), Франсис Хачисон (1694—1746), Дејвид Хјум (1711—1776), Чезаре Бекарија (1738—1794), Имануел Кант (1724—1804), и Исак Њутн (1642—1727) утицали су на друштво објављујући врло популарне радове. Под утицајем идеја просветитељства, многи су се владари састајали с интелектуалцима тог доба и покушавали да примене њихове реформе, уводећи принцип толеранције и прихватајући коегзистенцију различитих религија, започевши процес који ће се касније звати просвећени апсолутизам. У истом раздобљу просветитељства збивала се научна револуција, предвођена Исаком Њутном.
Нове идеје и веровања шириле су се континентом потенциране и повећањем писмености услед удаљавања од искључиво религијских текстова. Међу најзначајнијим књижевним делима била је Енциклопедија (1751—1772) коју су уређивали Дени Дидро и (након 1759) Жан ле Рон д'Аламбер. Продано је око 25.000 копија ове енциклопедије у 35 свесака, половина чега изван Француске. Књижевна дела као што су Волтеров Филозофски речник (Dictionnaire philosophique, 1764) и Филозофска писма (Lettres philosophiques, 1733) били су револуционарна штива која су ширила идеале просветитељства. Неки од тих идеала показали су се врло утицајним и одлучујућим током Француске револуције 1789. године. Након револуције уследио је супротни интелектуални покрет познат као романтизам.

## Коришћење појма
Појам „просветитељство“ (немачки Aufklärung, енгл. Enlightenment, итал. illuminismo) произлази из француске филозофије као еквивалент француског појма Lumières (први га је пут користио Дубос 1733. а постао је уобичајен око 1751). На немачком говорном подручју усталио се појам Aufklärung (од aufklären = осветлити; sich aufklären = разбистрити) према Кантовом есеју из 1784. „Beantwortung der Frage: Was ist Aufklärung?“ (Одговорити на питање: шта је то просветитељство?).
Међутим, историчари се никад нису слагали око дефиниције просветитељства, као ни око његовог хронолошког и географског распона. Појмови као les Lumières (француски), illuminismo (италијански), ilustración (шпански) и Aufklärung (немачки) односили су се на само делимично преклапајуће покрете. Тек након касног 19. века енглески су се научници сложили шта подразумевају под појмом просветитељства.
Историографија просветитељства почела је истовремено кад и сам период, из дела самих „фигура просветитељства“ који су писали о властитим делима. Доминантни елемент је интелектуално гледиште које су они заузели. д'Аламберово дело Preliminary Discourse of l'Encyclopédie пружа читаоцу увид у историју просветитељства као и хронолошку листу достигнућа у подручју општег знања, од којих је Encyclopédie представљена као врхунац.
Други, више филозофски пример тога је такмичење у писању есеја из 1783. (такмичења у писању била су уобичајена појава у оно доба) у организацији берлинског часописа Berlinische Monatsschrift на задату тему: „Шта је просветитељство?“. Јеврејски филозоф Мозес Менделсон био је међу онима који су се одазвали, те је дефинисао просветитељство као процес којим се човек образује користећи разум (Jerusalem, 1783).
Имануел Кант је такође написао одговор и дефинисао просветитељство као „човеково ослобођење од властитог самонаметнутог старатељства“, старатељства описаног као „човекова неспособност у кориштењу свог разумевања без спољашњег усмеравања“. За Канта је просветитељство било „коначно одрастање човечанства, еманципација човекове свести од незрелог стања незнања.“ Према историчару Роју Портеру, теза о ослобођењу људског ума од догматског стања незнања, које је према његовом тумачењу било превалентно у оно доба, срж је онога што је доба просветитељства покушало досећи.
Према Бертранду Раселу, међутим, просветитељство је фаза једног постепеног развоја, који је започео још у антици, а разум и преиспитивање постојећег поретка били су стални идеали кроз целу историју. Расел објашњава да је просветитељство на послетку произашло из протестантске реакције на католичку контрареформацију, кад су се филозофски ставови из задње две стотине година коначно кристализовали у кохерентан светоназор. Расел сматра да су се многи од филозофских ставова, као преферирање демократије у односу на монархију, у почетку појавили међу протестантима раног 16. века као оправдање њихове жеље за раскидом односа с папом и Католичком црквом. Премда су многе од тих филозофских идеала касније преузели и католици током 18. века, просветитељство је према Раселовом мишљењу главна манифестација раскола који је започео Мартин Лутер.
Шартије (1991) објашњава да је просветитељство измишљено у каснијем раздобљу у сврху постизања политичких циљева. Он тврди да су основни текст канона просветитељства измислиле вође Француске револуције, тако што су изабрали одређене ауторе и идентификовали их са самим покретом просветитељства како би легитимирали своју републиканску политичку агенду.
Џонатан Израел одбацује покушаје постмодерних и марксистичких историчара да се револуционарне идеје тог раздобља интерпретирају као пуки нуспродукти социјалних и економских трансформација. Он се уместо тога фокусирао на историју идеја у раздобљу од 1650. до краја 18. века, те тврди да су саме идеје узроковале промене које су најзад довеле до револуција у задњој половини 18. и почетком 19. века. Израел објашњава да се западна цивилизација до 1650-их темељила „на широко прихваћеној језгри вере, традиције и ауторитета“.
До тог раздобља већина интелектуалних расправа тицала се око „конфесионалног“ – тј. католичких, лутеранских, калвинистичких и англиканских питања, а главни циљ тих дискусија било је одређивање тога који ће верски блок имати „монопол истине и Богом датим насловом ауторитета“. Након тог раздобља све што се пре темељило на традицији доведено је у питање и често замењено новим концептима у светлу филозофског размишљања. Након друге половине 17. века и током 18. века „усталио се општи процес рационализације и секуларизације и убрзо је потиснуо вековима стару хегемонију теологије на подручју знања“, тако да су религијске расправе постале од секундарног значења у корист „ескалирајућег контекста конфронтације између вере и скепсе“.

### Временско раздобље
Не постоји сагласност око тачног почетка доба просветитељства, најчешће се као почетак просветитељства узима почетак 18. века (1701) или средина 17. века (1650). Ако се његов почетак повуче назад до средине 17. века, просветитељство вуче своје порекло из Декартовог Discours de la méthode, објављеног 1637. У Француској се често као почетак сматра Њутнова Principia Mathematica из 1687. Многи историчари и филозофи сматрају да је просветитељство почело кад је Декарт помакао епистемолошку базу од спољашњег ауторитета на унутрашњу извесност својом фразом cogito ergo sum објављеном 1637.
Као крај просветитељства већина научника узима задње године 18. века: или Француску револуцију 1789. или почетак Наполеонских ратова (1804—1815).
Осим тога, појам просветитељство сматра се анахроним и често се примењује и на друга раздобља. У свом делу „Дијалектика просветитељства“, Макс Хоркхејмер и Теодор В. Адорно виде, на пример, нагли развој друштва у 20. веку као касну последицу просветитељства: људи су се самопрогласили „господарима“ света ослобођеног магије; истина се подразумева као састав; рационалност је постала инструмент и идеологија којом апарати моћи чувају власт; цивилизација је склизнула у варварство и фашизам; цивилизацијски ефекти просветитељства преокренули су се у њихову супротност; и баш је то, како тврде они, последица проблематичне структуре начина размишљања у просветитељству. Јирген Хабермас се не слаже с гледиштем својих учитеља (Адорна и Хоркхејмера) о просветитељству као процесу пропадања. Он прича о „недовршеном пројекту модерности“ који, у процесу комуникацијског деловања, увек захтева рационално размишљање.

## Циљеви
Мада су мислиоци просветитељства генерално делили сличан скуп вредности, њихова су се филозофска гледишта и методолошки приступ у постизању циљева битно разликовали и често су били контрадикторни. Као што је Оутрам приметио, просветитељство је обухватало „многе различите путеве, који су се и географски и временски разликовали, усмерених ка постизању заједничких циљева напретка, толеранције и уклањања злоупотреба унутар цркве и државе“.
У својем есеју „Шта је просветитељство?“ (1784), Имануел Кант га једноставно описује као слободу појединца да користи властиту интелигенцију. У ширем смислу, просветитељство је окарактерисано повећаним емпиризмом, научном прецизношћу и редукционизмом, паралелно с повећаним довођењем у питање религиозне ортодоксије.
Историчар Питер Геј тврди да је просветитељство продрло кроз „свети круг“, чија је догма ограничавала размишљање. „Свети круг“ је појам који он користи за опис међузависног односа између наследне аристократије, црквених вођа и библијских текстова. Ова се међузависност манифестује код призивања доктрине „Божјег права краљева на владавину“ од стране самих краљева. Црква је стога благосиљала владавину краља, а краљ је штитио цркву.
Зафировски (2010) тумачи да је просветитељство било извор идеја као што је централност политичке слободе, демократије, и разума као примарних вредности у друштву насупрот божанском праву краљева и традиције као владајућег ауторитета. Ово гледиште имплицира да ће успостава права на уговорној бази довести до развоја тржишног модела и капитализма, развоја научне методе, религијске толеранције, и организације државе као самовладајуће републике на демократским основама. Према овом гледишту, посебно је тенденција примене рационалности сматрана суштинском променом. Касније критике просветитељства, као оне романтичара у 19. веку, тврдиле су да су циљеви за постизање рационалности у људским пословима превише амбициозни да би се могли постићи.
Различити покрети у 19. веку, укључујући и либерализам и неокласицизам, темеље своје интелектуално наслеђе на просветитељству.

## Варијације међу земљама
Просветитељство се као покрет успоставило у већини европских земаља, често са специфичним локалним различитостима. У Француској је, на пример, асоцирано са противвладиним и противцрквеним радикализмом, док је у Немачкој продрло дубоко у средњи слој и попримило је спиритуалистички и националистички тон без угрожавања власти или цркве.
Одговор власти се увелико разликовао. Власт у Француској била је непријатељски оријентисана према просветитељству и његове присталице су се бориле против цензуре, а често су били затварани и терани у егзил. Краљевска власт је углавном игнорисала вође просветитељства у Енглеској и Шкотској, мада је Исаку Њутну доделила титулу витеза и врло добро плаћену службу у влади.

### Просвећени апсолутизам
У многим су нацијама моћни владари, које историчари називају „просвећеним деспотима“, поздрављали вође просветитељства на свом двору и тражили помоћ од њих у стварању закона и програма реформи политичког и друштвеног система, усмерених углавном на развој јаких националних држава. Најистакнутији међу тим владарима били су Фридрих Велики (краљ Пруске) Катарина Велика (руска царица од 1762. до 1796), Леополд  (велики војвода Тоскане од 1765. до 1790) и Јозеф  (аустријски цар од 1780. до 1790). Јозеф је био претерани ентузијаста, те је започео многе реформе које су имале врло малу подршку изазвавши тако многе побуне. Његова је владавина постала предметом исмејавања и готово сви програми реформи су на крају повучени. Старији министри Себастјан Хозе Помбал у Португалу и Јохан Фридрих Струензе у Данској такође су владали у складу с идеалима просветитељства.

### Британија

#### Шкотска
До 1750. у већим шкотским градовима већ је била створена умрежена интелектуална инфраструктура универзитета, дебатних друштава, библиотека, часописа, музеја и масонских ложа. Ова мрежа институција у Шкотској била је „претежно либерално калвинистичка, њутновска и по карактеру оријентисана на дизајн,‏ што је играло велику улогу у даљем развоју прекоатлантског просветитељства“. Волтер је у Француској изјавио „ми гледамо на Шкотску за све наше идеје о цивилизацији“, а Шкоти су исто тако будно пратили француске просветитељске идеје. Историчар Брус Ленман је изјавио да је „средишње достигнуће Шкота била нова способност препознавања и интерпретације друштвених прилика.“ Први значајни филозоф шкотског просветитељства био је Франсис Хачисон, професор филозофије на Универзитету у Глазгову од 1729. до 1746. Био је филозоф морала који је осмислио алтернативу идејама Томаса Хобса, а једна од његових значајнијих доприноса филозофији је утилитаристички и конзеквенцијалистички принцип да је врлина оно што по његовим речима „доноси највећу срећу што већем броју људи“. Велики део његових мисли инкорпорисан је у научну методу (природа знања, доказа, искуства и узрока), а неке модерне ставове о односу науке и религије развили су његови штићеници Дејвид Хјум и Адам Смит. Хјум је постао значајна личност традиције скептицизма и емпиризма у филозофији. Он и други мислиоци шкотског просветитељства развили су науку о људској природи, историјски изражену у делима Џејмса Бернета, Адама Фергусона, Џона Милара, и Вилијама Робертсона. Они су спојили научне студије о томе како се људи понашају у древним и примитивних културама с јаком свешћу о детерминантним силама модернитета. Из овог се покрета развила модерна социологија и Хјумови су филозофски концепти директно утицали на Џејмса Медисона (последично и на Устав Сједињених Америчких Држава) и популаризовани су од стране Дугалда Стјуарта, те су тако постали темељ класичног либерализма. Адам Смит објављује „Богатство нација“ (The Wealth of Nations), често сматрано првим делом модерне економије. Оно је имало тренутни учинак на британску економску политику која траје и данас у 21. веку. Фокус шкотског просветитељства кретао се од интелектуалних и економских тема до научних, као што су радови физичара и хемичара Вилијама Кулена, агронома Џејмса Андерсона, хемичара и физичара Џозефа Блека и Џејмса Хатона, првог модерног геолога.
Франсис Хачисон, Адам Смит и Дејвид Хјум утрли су пут модернизацији Шкотске и целог атлантског света. Хачесон, отац шкотског просветитељства, заговарао је политичку слободу и право народа на побуну против тираније. Адам Смит, у свом делу Богатство нација (Wealth of Nations) (1776), залагао се за слободу у сфери трговине и светске економије. Хјум је пак развио филозофске концепте који су директно утицали на Џејмса Медисона и последично на Устав САД.
На напредак у науци је између осталог утицало откриће угљен-диоксида од стране хемичара Џозефа Блека, Џејмс Хатонов аргумент дубоког времена у геологији и Ватово откриће парне машине. На сличан начин, Медицинска школа Универзитета у Единбургу је несумњиво била водећа научна институција Европе. Студенти из далека долазили су на овај универзитет како би изучавали хемију с Вилијамом Каленом, Џејмсом Блеком и Томасом Чарлсом Хопом, природне науке с Џоном Хопом, Џоном Вокером и Робертом Џејмсоном, те анатомију с Александером Монроом првим, другим и трећим.
Другу фазу шкотског просветитељства, од 1780-их до 1810-их, чинила је млађа генерација научника усмерена ка популаризацији идеја својих претходника. Крајњи резултат била је реинтерпретација и популаризација шкотског просветитељства као скупа идеала који су пак имали битан утицај на развој либералне политике и на универзитетски систем Британије, САД и, касније, Аустралије. Вођа овог покрета је de facto био Дугалд Стјуарт. Остали значајни припадници млађе генерације шкотских просветитеља били су Волтер Скот, Александар Фрејзер Тајлер, Џејмс Хол и Џон Плејфер.
Дугалд Стјуарт је био студент Адама Фергусона у Единбургу. Касније је провео 1771. и 1772. годину под надзором Томаса Рида у Глазгову; Рид је имао пресудан утицај на Стјуартов филозофски развој, више него Фергусон. Од младог доба, Дугалд Стјуарт је показивао типичну интелигенцију полимата. Мада је негов основни интерес била филозофија, његовим талентом за математику добио је први посао, у својој 25. години живота, као професор математике у Единбургу. Држао је ту позицију најприје са својим оцем Метјуом Стјуартом, а касније га је и наследио. Привремено је и замењивао Фергусона на катедри моралне филозофије од 1778. до 1779, док је он боравио у Америци по налогу британске владе, да би на крају преузео позицију свог оца 1785. Држао је ту катедру 25 година и толико је добро предавао да је у тренутку пензионисања 1810. имао истакнуту репутацију у Европи и Северној Америци. Стјуарт је имао огромни утицај на интелектуалну климу свог времена, делом кроз своја предавања, а делом кроз писана дела. Привлачио је студенте из Енглеске, Европе и Америке, као и локалне студенте, у бројевима који никад раније нису били виђени. Његов је утицај био изузетан. Лорд Кокберн, Стјуартов студент и касније истакнути шкотски судија, забележио је: „За мене су Стјуартова предавања била као отварање небеса. Осећао сам тада као да сам имао душу. Дугалд Стјуарт је један од највећих дидактичких говорника“. Стјуарт је предавао на Универзитету у Единбургу током 1790-их, а касније је износио своје ставове британској публици преко својих књига и низа есеја објављених у часописима који су излазили у Британском царству. Ове каснопросветитељске публикације, у комбинацији с многим његовим књигама, имале су дубоки утицај на утилитаризам, психологију, метафизику, политичку економију и пресудно на класични либерализам 19. века.

#### Енглеска
Године 1651. Томас Хобс објављује књигу Левијатан, стварајући тако основе за теорију друштвеног уговора. Иако је био заговарач апсолутистичке монархије, Хобс је такође развио неке од основа европске либералне мисли: право појединца, природну једнакост свих људи, вештачки карактер политичког уређења (који је касније довео до разликовања између цивилног друштва и државе), стајалиште да свака легитимна политичка власт мора бити „заступничка“ и утемељена на пристанку људи, те либерално тумачење закона које оставља људе слободнима да чине шта год желе све док то није експлицитно забрањено законом.
Џон Лок је био један од најутицајнијих мислилаца просветитељства. Утицао је на многе друге мислиоце, између осталих и на Русоа и Волтера. „Он је један од отприлике десет мислилаца који су остали у сећању по утицајним доприносима у широком спектру филозофских подподручја – у Локовом случају то је епистемологија, филозофија језика, филозофија ума, метафизика, рационална теологија, етика и политичка филозофија.“
Чврсто везан за Ентонија Ешлија Купера, првог грофа Шафтесберија, вође парламентарне групе која је касније израсла у партију виговаца. Лок је и данас познат по свом либерализму у политичкој теорији. Познат је по томе што је додатно развио теорију друштвеног уговора, идеју у политичкој филозофији типично повезану за Лока и Русоа. Теорија наводи да влада и њени субјекти улазе у неизговорени уговор кад влада преузме моћ. Уговор претпоставља да у замену за пренос неких друштвених слобода на владу и права владе да успостави законе, људи добијају и имају право да добију заштиту. Ауторитет владе лежи у пристанку оних којима се влада. Лок је добро познат по својој изјави да појединци имају право на „живот, слободу и власништво“, и по свом веровању да природно право на власништво произлази из рада. Под подучавањем Лока, Ентонија Ешлија Купера, трећег грофа Шафтесберија, написао је 1706.: „Постоји снажно светло које се шири светом, посебно из ове две слободне нације, Енглеске и Холандије, према којима се европски послови сада окрећу.“
Мери Вулстонкрафт је била једна од најранијих енглеских феминистичких филозофкиња. Залагала се за друштво утемељено на разуму, и да жене исто као и мушкарци буду третиране као разумна бића. Највише је позната по свом делу A Vindication of the Rights of Woman (1791).

#### Тринаест америчких колонија
Многи Американци, посебно Бенџамин Френклин и Томас Џеферсон, имали су значајну улогу у преносу идеја просветитељства у Нови свет, а истовремено су утицали на британске и француске мислиоце.
Амерички мислиоци чврсто су следили политичке идеје енглеских и шкотских просветитеља, као и неких француских мислиоца, на пример, Монтескјеа. Као деисти, били су под утицајем идеја Џона Толанда (1670–1722) и Метју Тиндала (1656–1733). За време просветитељства у америчким се колонијама давао јак нагласак на слободарству, демократији, републиканизму и религијској толеранцији. Покушаји помирења науке и религије резултирали су масовним одбацивањем пророчанстава, чуда и откровења, те преферирања деизма, што је видљиво у Пејновом делу „Доба разума“ (The Age of Reason) и код Томаса Џеферсона у његовој краткој Библији, из које су уклоњени сви натприродни аспекти.
Бенџамин Френклин је имао велик утицај у Енглеској, Шкотској и Сједињеним Америчким Државама и Француској, због свог политичког активизма и због открића у физици.
Културална размена током просветитељства текла је у оба смера преко Атлантика. Историчар Чарлс Ц. Ман истиче да су мислиоци као Пајн, Лок и Русо узимали обичаје америчких Индијанаца као пример природне слободе.

### Холандија
У Холандији се просветитељство развило за време холандског златног доба.
Достигнућа оног доба ће имати дубоки утицај у обликовању западне цивилизације, пошто је наука, уметност, филозофија и економски развој у Холандији процветао. Неке од кључних личности холандског просветитељства биле су: Рене Декарт, творац изреке cogito ergo sum, Барух Спиноза, филозоф који је писао о пантеизму и филозофији једне материје као критици Картезијевог дуализма; Пјер Бел, француски филозоф који се залагао за одвајање науке од религије; Ејсе Ејсинга, астроном и градитељ првог планетаријума; Лодевијк Мајер, радикални мислилац који је тврдио да је Библија мрачна и сумњива; Адријан Коербах, мислилац и критичар религије и конвенционалног морала; и природословац Бурчард де Волдер.

### Грчка
Просветитељству у Грчкој значајан су потицај дали добростојећи грчки трговци у великим градовима Отоманског царства. Најважнији центри грчког учења, школе и универзитети, били су у Јањини, Киосу, Смирни (Измир) и Ајвалику. Пренос идеја просветитељства у грчку колективну мисао, такође је утицао на развој националне свести. Публикације часописа Hermes o Logios су ојачале идеје просветитељства. Циљ овог часописа био је јачање грчке науке, филозофије и културе. Две значајније личности грчког просветитељства су: Рига од Фере и Адамантиос Кораис. Они су охрабривали грчке националисте на прихватање модерне политичке мисли.

### Италија
У Италији је дошло до великих промена за врјеме просветитељства, што је имало утицаја и на италијанску филозофију. Просвећени мислиоци често су се окупљали у приватним салонима и кафанама, те организовали дебате, највише у Милану, Торину и Венецији. Градови с важним универзитетима као Падова, Болоња, Напуљ и Рим остали су, међутим, велики центри школства с истакнутим интелектуалцима као што је Ђанбатиста Вико (1668–1744) и Антонио Ђеновези. Делови италијанског друштва драматично су се променили током просветитељства, Леополд II од Тоскане је на пример укинуо смртну казну у Тоскани. Утицај цркве је значајно смањен, што је довело до раздобља јаког интелектуалног развоја и изума, током којег су научници Алесандро Волта и Луиђи Галвани дошли до нових открића и изразито много допринели западној науци. Чезаре Бекарија, један од највећих италијанских писаца просветитељства, постао је познат по свом капиталном делу О злочинима и казнама (1764), касније преведеном на 22 језика. Други истакнути интелектуалац био је Франческо Марио Пагано, аутор важнијих студија као што су Saggi Politici („Политички есеји”, 1783), једном од значајнијих дела просветитељства у Напуљу, и Considerazioni sul processo criminale („Осврти о криминалном процесу“, 1787), који су га уздигли на статус интернационалног ауторитета у сфери криминалног права.

### Француска
Средином 18. века, Париз је постао центром праве експлозије филозофске и научне активности која је изазивала традиционалне доктрине и догме. Француски историчари обично смештају овај период, назван Siècle des Lumières (век просветитеља), између 1715. и 1789, од почетка владавине Луј  до француске револуције. Филозофски покрет предвођен Волтером и Русоом, на основу принципа да би се друштво требало темељити на разуму уместо на вери и католичкој доктрини, залагао се за успоставу новог грађанског поретка према природном закону и на науци утемељеној на експериментима и посматрању. Филозоф политике Монтескје увео је идеју поделе власти код владања државом, концепт који су с ентузијазмом прихватили аутори Устава Сједињених Америчких Држава. Мада мислиоци француског просветитељства нису били револуционари, а многи од њих били су припадници племства, њихове су идеје играле велику улогу у поткопавању легитимитета Старог поретка и обликовању Француске револуције.
Већи део научне активности догађао се у Лувру, где се налази Француска академија наука основана 1666, а имала је секције за геометрију, астрономију, механику, анатомију, хемију и ботанику. Под владавином Луја XVI додате су секције физика, природословље и минералогија. Француски научници били су на истом нивоу с британским научницима у математици и астрономији и напреднији у хемији и природословљу. Биолог и природњак Жорж-Луи Леклерк водио је ботанички врт Jardin des Plantes и учинио га водећим средиштем истраживања у ботаници. Математичари Жозеф Луј Лагранж, Жан-Шарл де Борда и Пјер Симон Лаплас; ботаничар Рене Дефонтен, хемичари Клод Луј Бертоле, Антоан Франсоа и Антоан Лавоазје, допринели су новој научној револуцији која се збила у Паризу.
Париски издавачи књига су својом активношћу проширили широм Европе нове идеале и открића тог раздобља. Између 1720. и 1780, удвостручио се број књига о науци и уметности издатих у Паризу, док је у исто време број књига о религији пао на само једну десетину укупно издатих књига.
Дени Дидро и Жан ле Рон д'Аламбер објавили су између 1751. и 1766. своје енциклопедијско дело Encyclopedie у седамнаест томова. То је пружило интелектуалцима широм Европе висококвалитетни преглед људског знања. Научници из целе Европе и Сједињених Америчких Држава долазили су у Париз на размену идеја; Бенџамин Френклин је 1767. допутовао у Париз да би упознао Волтера и да би приказао своје експерименте с електрицитетом.
Нека од открића париских научника, поготово на подручју хемије, брзо су ушла у практичну употребу. Експерименти Лавоазјеа нашли су примену у стварању првих модерних хемијских постројења у Паризу, а производња водоника омогућила је браћи Монголфје покретање првог људског лета балоном 21. новембра 1783, из дворца Château de la Muette у близини парка Булоњска шума.

### Пољска
Просветитељство је дошло до Пољске касније него до Немачке или Аустрије, кад је утицај културе тамошњег племства (сарматизам) заједно с пољско-литванским политичким системом (Златне слободе) био у дубокој кризи. Раздобље пољског просветитељства почело је 1730-их – 1740-их, с врхунцем током владавине посљедњег пољског краља Станислава II Августа Поњатовског (друга половина 18. века), почело је да слаби с трећом поделом Пољске (1795), а завршило се 1822, кад је замењено романтизмом. Устав из 1791. изражавао је идеале просветитељства али био је на снази само годину дана, док Пољску нису поделиле суседне нације. Нешто трајнија су била достигнућа у култури, која су изградила дух национализма у Пољској.

### Прусија и Немачке државе
Немачки покрет просветитељства се до средине 18. века развио као интелектуална снага у музици, науци и књижевности. Фридрих Велики (1712–1786), краљ Прусије 1740–1786, видео је себе као предводника просветитељства, те су под његовим покровитељством на двору у Берлину деловали многи филозофи и научници. Био је одушевљен француским класицизмом и критиковао је германску културу, био је свестан значајног напретка који он доноси. Волтер, којег је француска власт лишила слободе и злостављала, радо је прихватио Фредериков позив да живи на његовом двору. Фредерик је тврдио, „Моја основна преокупација је борба против незнања и предрасуде ... за просветљење умова, гајење морала, и чињење људи што срећнијима у складу с људском природом, колико год ми дозволе средства на мом располагању.“ Други су владари такође подржавали ова настојања, као Карл Фредерик од Бадена, који је владао Баденом 73 године (1738–1811).
Писац Христиан Волф (1679–1754) био је претеча који је изложио просветитељство немачким читаоцима, те је легитимизирао немачки језик као језик филозофије. Јохан Готфрид фон Хердер (1744–1803) отворио је нова подручја у филозофији и поезији, поготово с проторомантистичким покретом Штурм унд дранг. Вајмарска класицизам („Weimarer Klassik“) био је културни и књижевни покрет утемељен у Вајмару, с настојањем да успостави нови хуманизам синтезом идеја романтизма, класицизма и просветитељства. Покрет је трајао од 1772. до 1805, а у њему су осим Хердера учествовали писац Јохан Волфганг Гете (1749–1832) и песник и историчар Фридрих Шилер (1759–1805). Хердер је тврдио да сваки народ има свој посебан идентитет, који се изражава кроз језик и културу. То је дало легитимизацију промовисању немачког језика и културе и олакшало обликовање и развој немачког национализма. Шилерова дела изражавала су немирни дух његове генерације, приказујући херојску борбу појединаца против друштвених притисака и снага судбине.
Немачка музика, под спонзорством високих друштвених слојева, сазрела је с композиторима као Карл Филип Емануел Бах (1714–1788), Јозеф Хајдн (1732–1809) и Волфганг Амадеус Моцарт (1756–1791).
У удаљеном Кенигсбергу, филозоф Имануел Кант (1724–1804) покушава да помири рационализам и религиозно веровање, слободу појединца и политички ауторитет, али и да исцрта гледиште о јавној сфери кроз приватно и јавно резоновање. Кантово дело садржи темељне напетости које ће настављати да обликују немачку мисао и целу европску филозофију до дубоко у 20. век.
Немачко просветитељство добило је подршку принчева, аристократа и средње класе и заувек је преобликовало тамошњу културу.

### Русија
Просветитељство у Русији започело је средином 18. века владиним активним промовисањем уметности и наука. У то доба отворили су се први универзитети, библиотеке, позоришта, јавни музеји и настала је независна штампа. Као и остали просвећени апсолутисти, Катарина Велика игра главну улогу у подстицању уметности, наука и образовања. Промовисала је своју властиту интерпретацију идеала просветитељства, уз савете значајних интернационалних експерата као што је Волтер с којим је водила писану кореспонденцију, али и светски познатих научника који су деловали у Русији као што су Леонард Ојлер, Петер Симон Палас, Теодор Јанковић-Миријевски и Андреј Иванович Лексел. Руско просветитељство разликовало се од своје западноевропске варијанте тиме што је промовисало даљу модернизацију свих аспеката руског живота с посебним нагласком на борби против кметства у Русији. Историчари објашњавају да се руско просветитељство фокусирало на појединца, охрабрујући га да живи просвећеним животом, уместо нагласка на друштвеним променама.

### Шпанија
Карлос III, краљ Шпаније од 1759. до 1788, покушао је да спасе своје царство од заосталости кроз темељне реформе као што су слабљење цркве и њених манастира, промовисање наука и универзитетског истраживања, олакшавање трговине, модернизација пољопривреде и систематско избегавање уласка у ратове. Није успео да контролише дефицит у државном буџету и све се више задуживао. Након његове смрти Шпанија је поново започела да заостаје.

## Историографија

### Дебате
Историчар Кит Томас тврди да је просветитељство одувек било контроверзно подручје. Његови га поборници:
- величају као извор свега напредног што се десило у свету. За њих оно подразумева слободу мишљења, рационално истраживање, критичко размишљање, религијску толеранцију, политичке слободе, напредак у наукама, потрагу за срећом и наду у бољу будућност.[82]

Он тврди да га, међутим: 
његови непријатељи оптужују за површни рационализам, наивни оптимизам, нереалистични универзализам, и морални мрак.
Томас истиче да је од самог његовог почетка постојало антипросветитељство, током којег су клерикални и конзервативни поборници традиционалне религије нападали материјализам и скептицизам као зле силе које подстичу неморал. Од 1794, они указују на терор током Француске револуције као потврду њихових предвиђања. Крајем раздобља просветитељства, нове генерације филозофа романтизма тврдили су да је претерана зависност од разума била грешка коју је просветитељство одржавало, јер је занемаривало чврсте везе историје, митова, вере и традиције које су потребне да држе друштво на окупу.

### Политичка мисао
Као и француска револуција, просветитељство се дуго славило као темељ модерне западне политичке и интелектуалне културе и често се везало за француску револуцију 1789. Међутим, као што Роже Шарте истиче, можда је револуција „измислила просветитељство у покушају учвршћења свог легитимитета у корпусу текстова и у помиреним и уједињеним ауторима утемељитељима ... у њиховој припреми за прекид са старим светом“.
Другим речима, револуционари су подигли филозофе као Волтера и Русоа на статус хероја, како би их користили за оправдање њиховог радикалног прекида с старим поретком. У сваком случају, двоје историчара просветитељства из 19. века, Иполит Тен и Алексис де Токвил, пуно су учинили да би учврстили ову везу просветитељства као узрока револуције, као и интелектуалне перцепције самог просветитељства.
Алтернативни поглед на проблематику је да филозофски принцип „допуштења оних над којима се влада“ који је дефинисао Лок у свом делу Two Treatises of Government (1689) представља помак од парадигме старе феудалне владавине познат као „божанско право краљева“. Према том виђењу, револуције касних 1700-их и раних 1800-их биле су изазване чињеницом да се тај помак у парадигми владавине није могао решити мирним путем, стога су се као резултат тога збиле насилне револуције. Јасно је да је филозофија владавине према којој краљ никад није у криву у директној супротности филозофији где грађани по природном закону допуштају владавину властитих тела власти.
Џон Лок је био успешан у учвршћивању своје филозофије владавине на принципу друштвеног уговора, као претежне теме која је прожимала политичку мисао у доба просветитељства. Формално је енглески филозоф Томас Хобс био тај који је још 1651. увео ту мисао у дискорс са својим делом Левијатан. Џон Лок и Жан Жак Русо су развили властиту теорију друштвеног уговора у делима Two Treatises of Government и Discourse on Inequality. Иако врло различита, сва та три дела тврде да је друштвени уговор нужан човеку како би живео у грађанском друштву.
За Хобса, природно стање човека је стање сиромаштва, насиља и анархије у којем је живот појединца „усамљен, сиромашан, гнусан, бруталан и кратак“. Како би се одупро томе, Хобс објашњава да друштво склапа друштвени уговор само са собом како би изабрало свемоћног, апсолутног вођу, одричући се дела личних слобода у замену за сигурност и заштиту закона.
Године 1689. Џон Лок објављује своје дело Two Treatises of Government. У њему, он дефинише природно стање човека као стање у којем су људи рационални и следе природни закон, према којему су сви људи рођени као једнаки и с правом на живот, слободу и власништво. Међутим, ако један грађанин прекрши природни закон, и он и жртва улазе у стање рата из којег се привидно не може изаћи. Стога, Лок објашњава да појединци постају делом друштва како би заштитили њихова природна права путем „непристраног суђења“ или заједничког ауторитета, као што су судови којима се могу обратити.
У контрасту с Локом, Русоова концепција природног закона и грађанског друштва, те како човек прелази из једног у други, темељи се на претпоставци да је цивилизовани човек искварен. У свом делу Discourse on Inequality, Русо тврди да је природни човек свесно биће које нема жељу коју сам не може испунити. Природни човек је био истргнут из свог природног стања „кад је први појединац оградио део земље од оних којима је она била потребна и присвојио је за себе, те нашао довољно једноставних људи који су му то поверовали, тај је човек био први прави утемељитељ цивилног друштва“. Једном кад се неједнакост утемељена на приватном власништву успоставила, друштво се искварило те наставило учвршћивати неједнакост кроз поделу рада и на крају односима моћи. С тим на уму, Русо у свом делу О социјалном уговору развија своју теорију уговора. Он тумачи да се људи удружују у грађанско друштво путем друштвеног уговора како би постигли јединство задржавајући личну слободу. То је утеловљено у суверенитету опште воље, моралном и колективном законском телу конституисаном од грађана.
Премда су политичком мишљу просветитељства увелико доминирали теоретичари друштвеног уговора, и Дејвид Хјум и Адам Фергусон критиковали су то подручје. У свом есеју, О првобитном уговору, Хјум тумачи да је власт која произлази из пристанка ретко виђена, пре је грађанска власт утемељена на владаревом ауторитету и сили. Управо је због владаревог ауторитета који је изнад и против индивидуе, разлог да га појединац прећутно поштује. Хјум тврди да појединци „никад не би могли замислити да их њихова сагласност чини суверенима“, пре ће ауторитет то постићи. Слично њему, Фергусон није веровао да су грађани изградили државу, већ да је радије друштвено уређење израсло из друштвеног развоја. У свом делу из 1767. Есеј о историји цивилног друштва, Фергусон користи четири развојна ступња, теорију која је својевремено била врло популарна у Шкотској, како би објаснио човеков развој од заједнице ловаца-сакупљача до трговачког и грађанског друштва без „потписивања“ друштвеног уговора.
Русоов и Локов друштвени уговор се оба темеље на претпоставци да човек има природно право. Природно право није дато човеку путем права и обичаја, већ је нешто што сви људи имају у претполитичким заједницама, стога је универзално и неотуђиво. Најпознатија формулација о природном праву је она Џона Лока у његовој Другој расправи, у којој он уводи концепт природног стања. Као што је претходно обрађено, човек је савршено слободан у природном стању, унутар закона природе и разума. За Лока је закон природе утемељен на узајамној сигурности, или идеји да нико не може прекршити природно право другога, пошто је сваки човек једнак и има иста неотуђива права. Та природна права укључују савршену једнакост и слободу, те право на очување живота и власништва.
На темељу те формулације, Џон Лок је аргументисао свој став против ропства на темељу чињенице да поробљавање себе крши природни закон; особа се не може предати својим властитим правима, слобода особе је апсолутна и нико јој је не може одузети. Осим тога, Лок тумачи да један појединац не може поробити другога зато што је то морално неприхватљиво. Лок је увео изузетак у своју осуду ропства, он је веровао да појединац може постати робом за време рата или сукоба, пошто је то једноставно продужење стања рата. Стога, нико не може продати другог појединца у робље, али ако неко законом постане роб, његово се ропство не коси с његовим природним правом.
Локова теорија о природним правима утицала је на многе политичке документе укључујући на пример Декларацију о правима човека и грађана Француске националне уставотворне скупштине и Америчку декларацију независности.
У свом делу Стари режим (1876), Иполит Тен помера порекло Француске револуције назад у француски класицизам. То, међутим, не би било могуће без помоћи просветитељског светоназора, који је срушио „монархијску и религијску догму старог режима“. Другим речима, Тен је био заинтересован просветитељством у тој мери колико је то водило напредном научном дискурсу и преносило оно што он сматра интелектуалним наслеђем француског класицизма.
Алексис де Токвил је у свом делу Стари режим и револуција (1850) више елаборирано одсликао просветитељство. За де Токвила, револуција је била неизбежан резултат радикалног супротстављања у 18. веку између монархије и мислилаца просветитељства. Ови мислиоци били врста „алтернативне аристократије која је била и свемоћна и без реалне моћи“. Ова привидна моћ произлазила је из подизања „јавног мнења“, рођеног након што је апсолутистичка централизација уклонила племство и буржоазију из политичке сфере. „Књижевна политика“ која је из тога произашла, промовисала је дискурс о једнакости, те је стога била у радикалној опреци с монархијским режимом.
De Токвил „јасно оцртава ... културалне ефекте ове трансформације у облику кориштења моћи“. Ипак је био потребан још један век пре него је културални приступ постао централан у историографији, као што је нагласио Роберт Дарнтон, The Business of Enlightenment: A Publishing History of the Encyclopédie, 1775–1800 (1979).
Де Дијн тумачи да је Питер Геј, у свом делу The Enlightenment: An Interpretation (1966), први формулирао интерпретацију да је просветитељство донело политичку модернизацију на Западу, у смислу увођења демократских вредности и институција и стварања модерних либералних демократија. Иако ова теза има много критичара, њу су широко прихватили англофони научници и била је ојачана темељитим студијама Роберта Дарнтона, Роја Портера и у касније Џонатана Израела.

### Дебата о религији
Дебата о религији у доба просветитељства била је одговор на претходни век религијског ратовања у Европи, поготово Тридесетогодишњи рат. Теолози просветитељства желели су да реформирају своју веру уопштено на темељима неконфронтације и да ограниче могућност да се религијске контроверзије прелију у политику и ратовање, још увек задржавајући истинску веру у Бога.
За умерене хришћане то је значило повратак Светом писму. Џон Лок напушта корпус теолошких коментара у корист „проучавања саме Божје речи без предрасуда“. Он је одредио да је бит хришћанства вера у Христа спаситеља, те саветује избегавање детаљније дебате. Томас Џеферсон је у Џеферсоновој библији отишао даље; изоставио је све делове који описују чуда, посете анђела, и Христово ускрснуће након смрти. Покушао је да извуче само практични хришћански морални кодекс из Новог завета.
Мислиоци просветитељства настојали су да умање политичку моћ организоване религије и тиме спрече ново доба нетолеранције и религиозних ратова. Спиноза је био одлучан у уклањању и оновремене и историјске теологије (изостављајући нпр. јеврејски закон) из политике. Мозес Менделсон је саветовао недавање никакве политичке тежине организованој религији, већ препоручује да свака особа следи оно што му се чини најуверљивијим. Доброј религији утемељеној на инстинктивном моралу и вери у Бога не би теоретски требала сила како би држала ред међу својим следбеницима, а Менделсон и Спиноза обоје вреднују религију на темељу њених моралних плодова, а не по логици њених теологија.
С вером у просветитељство јављају се многе нове религијске идеје, укључујући деизам и дискусију о атеизму. Деизам, према Томасу Пејну, је једноставно веровање у Бога створитеља, без икакве референце на Библију или икоји други натприродни извор. Уместо тога, деист се ослања искључиво на властити разум који води његову веру, што је сагласно размишљању већине мислилаца оног доба.
Атеизам је био предмет многих дискусија, али било је мало његових заговорника. Вилсон и Рил примећују да је „у бити, врло мало интелектуалаца просветитељства били атеисти, чак и они који су били гласни критичари хришћанства. Више су били критичари ортодоксног веровања и нагињали скептицизму, деизму, витализму и можда пантеизму.“
Неки су следили мисао Пјера Бејла и тумачили да атеисти заиста могу бити морални људи. Многи други, као нпр. Волтер, имали су став да би без Бога који кажњава зло, морални ред друштва био нарушен. Сматрају да би атеисти били пуно више склони ремећењу друштва, пошто не следе никакав виши ауторитет и његове законе. Пјер Бејл (1647–1706) је приметио да је у његово време „опрезна особа увек одржавала привидну религиозност“. Он је веровао да и атеисти могу имати концепт части и прећи преко властитих интереса како би створили и интерагирали с друштвом. Лок је сматрао да би последице за друштво у којем не постоји Бог и Божји закон били морална анархија. Сваки појединац „не би имао закон, већ само своју вољу, никаквог ауторитета осим себе. Био би бог самом себи и задовољење своје властите воље била би једина мера и циљ свега његовог деловања“.

### Интелектуална историја
У то је време интелектуална историја остала доминантни историографски тренд. Немачки научник Ернст Касирер у свом делу Филозофија у просветитељству (1932) пише да је просветитељство „део посебне фазе у укупном интелектуалном развоју човека кроз који је модерна филозофска мисао добила оно карактеристично самопоуздање и самосвест“. Посуђујући од Канта, Касирер тврди да је просветитељство процес путем којег дух „постиже јасноћу и дубину разумевања о његовој природи и судбини и његовом властитом карактеру и мисији“. Укратко, просветитељство је низ филозофских, научних и интелектуалних достигнућа која су се збила углавном у 18. веку - времену рођења интелектуалне модерности.

### Савремене анализе
Тек је 1970-их дошло до ширег и хетерогенијег сагледавања и интерпретације просветитељства, чак и изван европске перспективе. А. Овен Олдриџ је доказао како су се идеје просветитељства шириле у шпанске колоније и како су интегрисане с домородачким културама, док је Франко Вентури истраживао утицај просветитељства у обично непроученим срединама као у Италији, Грчкој, Балкану, Пољској, Мађарској и Русији.
Културни приступ Роберта Дарнтона покренуо је нову димензију проучавања тог подручја. Он је изјавио:

„Можда је просветитељство било много приземније од узвишене интелектуалне климе каквом је описују аутори књига, и требало би да доведемо у питање ту одвећ узвишену, одвећ метафизичку визију интелектуалног живота у 18. веку.“

Дарнтон анализира подземље француске индустрије књига у 18. веку, проучавајући свет кријумчарења књига и животе њихових писаца („Grub Street Hacks“) који никад нису досегли успех својих philosophe рођака. Укратко, уместо да се држи канона просветитељства, Дарнтон проучава „шта су Французи желели да читају“, и то је писао, објављивао и дистрибуирао. Слично томе, у свом делу The Business of Enlightenment. A Publishing History of the Encyclopédie 1775–1800, Дарнтон тврди да нема потребе проучавати саму Encyclopédie, пошто је „књига анализирана и антологизирана десетак пута: рекапитулирати све студије о њеном интелектуалном садржају било би редундантно“. Он је уместо тога, како сам наслов његовог дела сугерише, проучио друштвене услове који су довели до писања Encyclopédie. То је репрезентативно за социјалну интерпретацију у целости, истраживање друштвених околности које су довеле до идеја просветитељства, а не проучавање самих идеја.
Рад немачког филозофа Јиргена Хабермаса био је кључан у интерпретирању друштвених услова. Његов пионирски рад „Структурна трансформација јавне сфере“ (објављена под насловом Strukturwandel der Öffentlichkeit 1962) преведен је на енглески 1989. Књига оцртава стварање „буржоаске јавне сфере“ у Европи 18. века. У бити, ова јавна сфера описује нова састајалишта и начине комуникације које су омогућиле размену идеја утемељених на разуму у 18. веку. Хабермас објашњава да је јавна сфера била буржујска, егалитарна, рационална и независна од државе, чинећи је идеалним састајалиштем интелектуалаца који су критички преиспитивали тадашњу политику и друштво, далеко од ометања званичног ауторитета.
Хабермасов рад, иако утицајан, био је нападнут на свим фронтовима. Док је јавна сфера уопштено била интегрални део социјалних интерпретација просветитељства, бројни историчари довели су у питање да ли је јавна сфера била буржујска, опозициона у односу на државу, независна од државе и егалитарна.
Овај историографски развој је много учинио за отварање студија просветитељства разноврсним интерпретацијама. У свом делу  (1994), на пример, Стивен Шејпин износи у великој мери социолошки аргумент да је у Енглеској 17. века мода друштвености као знак цивилизираности израсла у основни дискурс о истини. За тврдњу која има потенцијал да буде истинита, било је нужно да се изрази у складу с правилима цивилног друштва.
Према мишљењу Џонатана Израела, у овом су се раздобљу обликовале две јасне линије просветитељске мисли: Прво, „радикално просветитељство“, углавном инспирисано филозофијом једне материје Баруха Спинозе, која се у свом политичком облику приклања: „демократији; расној и полној једнакости; личној слободи животног стила; потпуној слободи мишљења, изражавања и штампе; искорењивању религијског ауторитета из законодавног процеса и образовања; те потпуну одвојеност цркве од државе“.
Друго, „умерено просветитељство“, које у многим различитим филозофским системима, као онима у делима Декарта, Џона Лока, Исака Њутна или Кристијана Волфа, изражава одређену подршку критичком преиспитивању и обнови старих начина размишљања, али су у другим подручјима тражили прилагођење старим системима моћи и вере. Ове су се две струје размишљања сусретале с конзервативним антипросветитељством, који обухвата оне мислиоце који су се држали традиционалног система размишљања утемељеног на вери.
Појавиле су се и феминистичке интерпретације, Дена Гудман је истакнути пример. У свом делу  (1994), Гудман тумачи да су многе жене у бити имале значајне улоге у француском просветитељству, због њихове улоге salonnières у париским салонима. Ови су салони „постали радни простори пројекта просветитељства“ и жене су, као salonnières, биле „легитимне управнице потенцијално бунтовних дискурса“ који су се у њима збивали. С друге стране, Карла Хесе, у делу The Other Enlightenment: How French Women Became Modern (2001), објашњава да је „партиципација жена у јавном културном животу Старог режима била... релативно маргинална“. Француска је револуција, с уништењем старих културалних и економских рестрикција и корпоративизма (гилда), та која је отворила француско друштво женској партиципацији, посебно у књижевној сфери.

## Социјална и културална интерпретација
У супротности с интелектуалним историографским приступом просветитељству, који проучава различите струје или дискурсе интелектуалне мисли унутар европског контекста у 17. и 18. веку, културални (социјални) приступ проучава промене које су се збиле у европској култури и друштву. Према том приступу, просветитељство је мање кохерентан скуп идеја, а више процес промене у друштву и култури - и „садржај“ и процес којим се тај садржај преносио су важни у једнакој мери. Роже Шартје то објашњава на следећи начин:
Ово кретање [с интелектуалног на културни/социјални приступ] имплицира бацање сумње на две идеје: прво, да се праксе могу дедуковати из дискурса који их ауторизује или оправдава; друго, да је могуће латентно значење социјалних механизама превести у термине експлицитне идеологије.
Један од примарних елемената културалне интерпретације просветитељства је успон јавне сфере у Европи. Јирген Хабермас је утицао на промишљање о јавној сфери више од било кога другога, иако се његов модел све више доводи у питање. Кључни проблем на који је Хабермас покушао да одговори тиче се услова за „рационалну, критичку и искрено отворену дискусију о јавним стварима“. Или, још једноставније, друштвене услове потребне да би се идеје просветитељства шириле и расправљале. Његов одговор било је формирање током касног 17. века и 18. века „буржоаске јавне сфере“, а „краљевство комуникације обележено новим поприштима дебате, отворенији и приступачнији облици урбаног јавног простора и социјализације и експлозија штампаног садржаја“. Хабермас наглашава три кључна елемента јавне сфере:
1. била је егалитаристичка;
2. расправљала је о домену „заједничке бриге“;
3. аргументи су утемељени на разуму.[119]

Џејмс Ван Хорн Мелтон даје добар преглед вредности буржоаске јавне сфере: њени чланови су славили разум као врхунац, све је било подложно критици (јавна сфера је критичка) и њени су се учесници противили било којој врсти тајности. То олакшава разумевање оног што је Хабермас сматрао под доменом „заједничке бриге“. Хабермас користи овај термин за опис оних подручја политичког/друштвеног знања и расправе која је пре била ексклузивна територија државе и религијског ауторитета, а сада се отварају критичком испитивању од стране јавне сфере.
Хабермас сматра да су два дугорочна историјска тренда заслужна за развој јавне сфере: појава модерне националне државе и појава капитализма. Модерна национална држава и њено консолидовање јавне моћи створили су као противтежу један приватни круг друштва независан од државе, омогућивши тако настанак јавне сфере. Капитализам је повећао аутономију и самосвест друштва и повећану потребу за разменом информација. Како се настајућа јавна сфера ширила, укључивала је разне институције. Најцитираније су кафане, дебатни салони и литерарна јавна сфера, сви фигуративно смештени у Res publica letteraria.
Доринда Оутрам даље описује јачање јавне сфере. Контекст њеног јачања биле су економске и друштвене промене везане за индустријску револуцију: „економска експанзија, повећана урбанизација, повећање броја становника, и побољшање комуникација у поређењу са стагнацијом у претходном веку“. Повећана ефикасност техника производње смањила је цену производа широке потрошње истовремено с повећањем разноликости доступних производа потрошачима (укључујући и литературу, нужну за развој јавне сфере). Истовремено је интеракција с колонијама (већина европских држава у 18. веку имала је колонијална царства) изложила европско друштво екстремно хетерогеним културама. Оутрам пише да је крајњи резултат био рушење „баријера између културалних система, религиозних подела, родних разлика и географских подручја“.
Редукционистички поглед Хабермасовог модела кориштен је као подстицај за историјска истраживања развоја јавне сфере. Постоје многи примери суделовања и племства и нижих класа у круговима као што су кафане или масонске ложе, што доказује да је јавна сфера буржоаског доба била обогаћена међукласним утицајима. Грубом опису јавне сфере као независне и критичке у односу на државу противрече различити случајеви државно спонзорисаних јавних институција и учествовање владе у дебати, као и истовремени случајеви кориштења јавих простора од стране приватних особа за промовисање статуса кво.

### Ексклузивност јавне сфере
Реч „јавно“ имплицира највиши ниво инклузивности - јавна сфера би по дефиницији требало да буде отворена свима. Међутим, анализа многих „јавних“ институција просветитељства показаће да је јавна сфера била јавна само до одређене мере. Као што то истиче Роже Шартје, мислиоци просветитељства су врло често супротстављали своју концепцију „јавног“ с концепцијом обичних људи: Шартје цитира Кондорсета, који супротставља „мишљење“ с популусом; Мармонтел супротставља „мишљење учених људи“ насупрот „мишљења мноштва“, а Д'Аламбер, супротставља „истински просвећену јавност“ насупрот „слепог и бучног мноштва“. Аристократија је у Француској одиграла кључну улогу у јавној сфери откад се пребацила из Версаја у сам Париз 1720. Њихово трошење новца стимулисало је трговину скупим и раскошним производима и уметничким делима, посебно ликовним делима високе уметности.
Као што истиче Мона Озоуф, јавно мишљење се дефинисало у опозицији с широком популацијом. Иако је природу јавног мнења у просветитељству тешко дефинисати као што је она данас, јасно је да су носиоци јавне сфере тог доба ексклузивни више него инклузивни. Ово опажање постаје још више изражено код описа институција јавне сфере, већина којих искључује жене и нижу класу.

### Социјалне и културалне импликације у музици
Пошто се придавао посебан нагласак на разум а не на празноверје, просветитељство је гајило уметност. Нагласак на учењу, уметности и музици почео се све више ширити, посебно у све бројнијој средњој класи. Подручја учења као што су литература, филозофија, наука, и ликовна уметности све више су истраживале теме које су ближе широј јавности, а не само у знатној мери одвојеним професионалцима и покровитељима уметности, као што је то раније био случај.
Како су музичари све више постајали зависни од опште публике, јавни су концерти постајали све популарнији и доносили су додатне приходе извођачима и композиторима. Концерти су им олакшавали да допру до шире публике. Хендел је, на пример, то сажео у својој јавној музичкој активности у Лондону. Тамо се значајно прославио са својим операма и ораторијима. Хајднова и Моцартова музика, са својим бечким класичним стилом, обично се сматрала да је највише у складу с идеалима просветитељства.
Једно важно дело које је настало као последица вредности просветитељства било је „Општа историја музике: од најранијег доба до данашњице“ (A General History of Music: From the Earliest Ages to the Present Period) Чарлса Барнија, оригинално објављена 1776. Ово је дело историјски преглед музике и покушај систематске рационализације елемената музике кроз време.
С повећањем богатства средње класе, повећавао се и број музичара аматера. Једна од тих манифестација је обухватала и жене, које су се укључиле у свет музике на јавном нивоу. Жене су и пре биле ангажоване у улози професионалних певачица, али сад су повећале своју присутност на аматерској извођачкој сцени, поготово у извођењу на клавијатурама.
Жеља за истраживањем, бележењем и систематизацијом знања имала је значајан ефект на објављивање музичких дела. Русоов Dictionnaire de musique (објављен 1767. у Женеви и 1768. у Паризу) био је водеће дело из тог подручја у касном 18. веку. Овај широко доступан речник дао је кратке дефиниције речи као „геније” или „укус”, и јасно је на њега утицао покрет просветитељства. Осим тога, музички издавачи почели су да пружају услуге и музичарима аматерима, тако што су издавали музику коју су аматери могли да разумеју и свирају. Већина објављених радова била је за клавијатуре, певање и клавијатуре или коморни оркестар.
Након што су се од средине 18. века на даље ови почетни жанрови популаризовали, аматерске групе почињу да певају у зборовима, што доводи до новог тренда окупљања на којима су издавачи могли да зарађују. Повећано проучавање лепе уметности, као и олакшани приступ аматерима музичком издаваштву, довело је до повећаног броја људи који су почели да се занимају за музику и да расправљају о њој. Почели су се објављивати музички часописи, рецензије и дела музичке критике прилагођене и аматерима и познаваоцима.
Мада су идеали просветитељства одбачени у постмодернизму, они су још чврсто били присутни у модернизму и одржали су се далеко након 18. века, чак до данас. Недавно су музиколози показали обновљени интерес за идеје и последице просветитељства. На пример, Росе Росенгард Суботник у својим „Деконструктивним варијацијама“ (Deconstructive Variations) (с поднасловом Music and Reason in Western Society) упоређује Моцартов Die Zauberflöte (1791) користећи просветитељску и романтичарску перспективу и закључује да је ово дело „идеални музички приказ просветитељства“.

### Одвајање цркве од државе
Према Џонатану Израелу, овај је период доживео обликовање „радикалног просветитељства“, који је промовисао концепт одвајања цркве од државе. Овај је концепт често приписиван радовима енглеског филозофа Џона Лока (1632–1704). Према свом принципу друштвеног уговора, Лок објашњава да влада нема ауторитета у подручју индивидуалне савести и то је нешто што разумна особа не сме препустити влади или другоме у контролу. За Лока, то генерише природно право на темељу слободе савести, које према његовом мишљењу мора остати заштићено од ауторитета власти.
Ови погледи на религијску толеранцију и важност савести појединца, заједно с друштвеним уговором, постају посебно утицајни у америчким колонијама и код писања Устава САД. У њему Томас Џеферсон позива на зид раздвајања између цркве и државе на федералном нивоу. Он је претходно подржавао успешна настојања да одвоји Англиканску цркву од власти у Вирџинији, и написао је „Вирџинијски статут религијских слобода“. На Џеферсонове политичке идеале увелико је утицао рад Џона Лока, Франсиса Бејкона, и Исака Њутна које је сматрао тројицом најзначајнијих људи који су икад постојали.

## Ширење идеја
Мислиоци просветитељства (philosophes) улагали су велику енергију у ширење својих идеја међу образованим мушкарцима и женама у космополитским урбаним срединама. Користили су се многим састајалиштима, некима од њих прилично новима.

### 
Појам Res publica literaria осмислио је француски филозоф Пјер Бејл 1664, у свом часопису Nouvelles de la Republique des Lettres. Око краја 18. века, издавач књижевног часописа Histoire de la République des Lettres en France описао је појам Res publica literaria као:

Усред свих тих влада које одлучују човекову судбину; у наручју толиких држава, већина којих су деспотске ... постоји једно царство које влада једино над разумом‏ ... којег ми славимо под именом Република, пошто оно чува меру независности, и пошто је слобода готово његова бит. То је царство талента и знања.

Идеал Res publicae literariae је збир већег броја идеала просветитељства: егалитарно царство вођено знањем, које може деловати преко граница супарничке моћи државе. Оно је било место размене идеја које је подржавало „слободно јавно преиспитивање питања религије и законодавства“. Имануел Кант је сматрао писану комуникацију основном за његову концепцију јавне сфере. Једном кад свако буде део „читајуће публике“, друштво ће се моћи називати просвећеним. Особе које су суделовале у покрету Res publica literaria, као Дидерот и Волтер, данас су најчешће познате као важне личности просветитељства. Личности које су писале Дидеротову Encyclopédie, неоспорно су чиниле микрокосмос шире „републике“.
Дена Гудман тумачи да су жене одиграле значајну улогу у француским салонима – salonnières као комплементарне мушким philosophes. Дискурзивно, оне су темељиле Res publicu literariu на пристојној комуникацији и писању писама, а њихова основна друштвена институција је био салон.
Роберт Дарнтоново дело The Literary Underground of the Old Regime било је прво важније историско дело које је изнело критику тог идеалног модела. Он тумачи да су учени људи (gens de lettres) средине 18. века били фокусирани на елиту (les grands) француског друштва. То је видљиво код дефиниције појма Goût (укус), како га је пренео Волтер у Dictionnaire philosophique (дефиницију је позајмио од Дарнтона): „Укус је као филозофија. Она припада врло малом броју привилегованих душа ... Непозната је у буржујским фамилијама, у којима су чланови непрестано обузети пажњом за властито богатство“. По речима Дарнтона, Волтер је нашао идеју да би просветитељство требало почети с елитом (grands). Историчари налазе сличне ставове и код д'Аламбера и Луја Себастјена Мерсјеа.
Дарнтон објашњава да је резултат „фузије gens de lettres и grands“ био настанак опозицијске литерарне сфере: Grub Street, домена „мноштва стихотвораца и надриписаца“. Ови људи, привучени славом Res publice literarie, долазе у Лондон како би постали писци, само да би открили да су њихови снови књижевне славе тек нешто више од илузија. Тржиште књижевности једноставно није могло да поднесе велик број писаца, њих су у сваком случају гилде издавача и продавача књига лоше плаћале. Писци из Grub Street, Grub Street Hacks, осећали су крајњу горчину у према релативном успеху њихових литерарних рођака, учених људи (men of letteres).
Ова горчина и мржња испољила се у произведеној литератури, обележеној као libelle. Писани углавном као памфлети, libelle су „клеветале двор, цркву, аристокрацију, академије, салоне, и све узвишено и угледно, укључујући и саму монархију“. Дарнтон именује Le Gazetier cuirassé Шарл Тевено де Моранда као прототип овог жанра.
Grub Street литературу су највише читале писмене масе у време просветитељства. Још важније, Дарнтон објашњава да су ти писци наследили „револуционарни дух“ који су некад показивали philosophes, те су отворили пут Француској револуцији тиме што су десакрализирали фигуре политичког, моралног и религијског ауторитета у Француској.

### Производња књига
Једна од кључних карактеристика „друштвеног“ просветитељства била је повећана потражња за писаним материјалом свих врста. Технолошки развој у индустријској револуцији омогућио је производњу робе широке потрошње у већим количинама и по мањој цени, што је подстакнуло већу доступност књига, памфлета, новина и часописа - „медија за пријенос идеја и ставова“. Развој трговине је повећао потражњу за информацијама, заједно с повећањем популације и појачаном урбанизацијом. Потражња за писаним материјалом се, међутим, ширила изван домена саме трговине и изван високе и средње класе, као што је евидентно с Bibliothèque Bleue. Тешко је одредити ступањ писмености, али Роберт Дарнтон пише да се, бар у Француској, стопа писмености удвостручила током 18. века.
Током 18. века читање је прошло темељне промене. Посебно је Ролф Енгелсинг наглашавао постојање праве револуције читања. До 1750, читање је било „интензивно“, читатељи су углавном поседовали мали број књига које су више пута читали, често и на глас пред мањом публиком. Након 1750, људи су почели да читају „екстензивно“, налазили су што више књига, и све више их читали сами. То је било подстакнуто повећаном стопом писмености, посебно међу женама.
Највећи број писмених људи није могао да приушти приватну библиотеку. Иако је већина државних „универзалних библиотека“ основаних у 17. и 18. веку била отворена за јавност, то није био једини извор писаног материјала.
На једном крају спектра налази се Bibliothèque Bleue, збирка јефтино произведених књига издатих у граду Троа у Француској. Осмишљена за углавном сеоску и полуписмену публику, ова збирка је садржавала између осталог алманахе, препричане средњовековне романсе и сажете верзије популарних новела. Док историчари, као Роже Шартје и Роберт Дарнтон, тумаче да се просветитељство лоше пробило до ниже класе, Bibliothèque Bleue, у најмању руку представља жељу за учествовањем у друштвеним променама просветитељства, независно о тога је ли се то успело постићи.
Велики је број институција нудио читаоцима приступ књигама без потребе плаћања. Започела је појава библиотека које су изнајмљивале писани материјал за ниску цену, а понекад су трговине књигама нудиле клијентима у најам целе мале библиотеке. Кафане су често нудиле својим муштеријама књиге, новине и понекад чак и популарне новеле. The Tatler и The Spectator, два утицајна часописа у продаји од 1709. до 1714, била су тесно везана за културу кафана у Лондону, и били су читани и произведени у различитим установама у граду. То је заиста био пример троструке или чак четвороструке функције кафана оног доба: писани материјал се често набављао, читао, дискутовао или чак штампао у истим просторијама.
Као што Дарнтон описује у свом делу The Literary Underground of the Old Regime, изузетно је тешко одредити шта су у ствари људи у доба просветитељства читали. Проучавајући, на пример, каталоге приватних библиотека оног доба не само да би се добила искривљена слика у корист онога што су читали довољно богати друштвени слојеви који су могли да приуште библиотеку, већ се занемарују цензурисана дела. Због тога Дарнтон објашњава да би проучавање издаваштва требало да буде много плодније у спознаји читалачких навика.
Широм континенталне Европе, посебно у Француској, трговци књига и издавачи морали су да преговарају о строгоћи закона о цензури. Encyclopédie је, на пример, тесно избегла цензуру. Спасио ју је Малшерб, челни човек француске цензуре. Многе издавачке куће су опортуно преместиле своја седишта изван Француске у покушају да избегну преревне француске цензоре. Оне су шверцовале своју робу, пиратске копије и цензурисана дела, преко границе, где су их продавали у илегалним трговинама књигама или код ситних уличних криминалаца.
Дарнтон износи детаљну евиденцију активности илегалних продавача књига (један од њих је де Маувелајн) у граду Троа. У то време је број становника града био око 22.000. Имао је једну масонску ложу и једну „важну“ библиотеку, иако је стопа писмености била мања од 50%. Маувелајнова евиденција даје нам добар приказ шта су писмени Французи тог доба заиста читали, пошто је тајна природа његовог посла омогућавала мање рестриктиван избор. Најпопуларнија категорија књига била је она политичка (наручено 319 копија).
Евиденција је укључивала и пет копија Холбаховог „Друштвеног система“ (Système social), али и око 300 тужби и памфлета. Читаоци су знатно више били заинтересовани за криминалце и политичку корупцију него за саму политичку теорију. Друга најпопуларнија категорија, „општи радови“ (ове књиге „нису имале доминантни мотив, већ су садржавале нешто што вређа готово свакога на власти“), такође одаје високу потражњу за генерално субверзивном литературом ниског нивоа. Ови радови, као и велика већина радова произведених од стране Дарнтонових grub street hacks, никад нису постали делом литерарног канона и данас су углавном заборављени.
Просветитељство није било ексклузивни домен илегалне литературе, што је видљиво по здравој и већим делом легалној издавачкој делатности која је постојала у целој Европи. „Већим делом легалној“ пошто су се чак и афирмисани издавачи и продавци књига повремено упуштали у противзаконите активности. Encyclopédie коју је, на пример, осуђивао не само краљ већ и папа Клемент XII, ипак је пронашла свој пут до штампе уз помоћ горе споменутог Malesherbes и креативне интерпретације француског закона о цензури.
Многи радови су пак продавани без икаквих проблема са законом. Евиденције позајмљивања из библиотека у Лондону, Немачкој и Северној Америци показале су да су више од 70% позајмљених књига били романи, а мање од 16% књига било је религиозне тематике, што је рефлектовало генерални тренд пада религиозности.

### Природне науке
Жанр којем је значајно повећана важност је научна литература. Посебно су природне науке постајале све више популарне међу припадницима високе класе. Неки од важнијих радова из природних наука су Histoire naturelle des insectes Рене Антоан Фершо де Реомира и La Myologie complète, ou description de tous les muscles du corps humain (1746) Жак Готје д'Аготија. Међутим, како то тумачи Франсоа-Александар Обер де Ла Шесно у Боасијевом Dictionnaire de la Noblesse (1770), природне науке су врло често биле и политичко питање. Е. Ц. Спари пише да класификација коју су натуралисти користили „креће између природног света и друштвеног ... како би успоставила не само стручност натуралиста над природним, већ и превласт природног над друштвеним“. Из тих темеља, натуралисти могу да изграде своје властите друштвене идеале базиране на својим научним делима.
Циљана публика натуралиста било је француско отмено друштво, што доказује више специфичан дискурс жанра него уопштено високе цене дела о њему. Натуралисти су својим радовима служили жељу високог друштва за образовањем, многи су, наиме, текстови имали експлицитно образовну намену. Али је идеја укуса (le goût) била прави друштвени индикатор: да би неко био истински способан да категоризује природу, мора да има прави укус, способност дискреције коју су делили сви припадници високог друштва. На тај начин природне науке су прошириле многа од научних достигнућа тог доба, што је омогућило нови извор легитимитета доминантној класи.
Изван француског ancien régime, природне науке су чиниле важан део медицине и индустрије обухватајући подручја ботанике, зоологије, метеорологије, хидрологије и минералогије. Студенти на универзитетима и академијама просветитељства учили су те предмете како би се образовали за широк спектар каријера од медицине до теологије. Како је указао М. Д. Еди, природне науке су у том контексту биле права тежња средње класе и функционисале су као плодно интердисциплинарно подручје размене различитих научних идеја.

### Научни и књижевни часописи
Многи научни и књижевни часописи (углавном рецензије књига) објављени у овом периоду такође представљају доказ интелектуалног духа просветитељства. Џонатан Израел објашњава да су стручни часописи од 1680-их надаље, утицали на европску интелектуалну културу у већој мери од било које друге „културне иновације“.
Први се часопис појављује 1665, то је париски Journal des Sçavans, али се ревије нису почеле значајније производити све до 1682. Доминанти језици у ревијама били су француски и латински језик, мада је било и сталне потражње за материјалом на немачком и холандском језику. Потражња за текстовима на енглеском језику била је врло мала у континенталној Европи, као што су последично у Енглеској били мало тражени часописи на француском. За ширење часописа била је важнија међународна трговина од самог језика, тако да су публикације на нпр. данском, шпанском или португалском имале мањи успех, док су се по правилу користили више раширени језици кориштени у трговини. Иако су на немачком језику излазиле бројне квалитетне публикације, француски је језик полако замењивао статус латинског као лингва франка интелектуалних кругова. То је подстакнуло развој индустрије публикација у Холандији, где се штампала велика већина тих ревија на француском језику.
Исраел дели интелектуалну важност тих часописа на четири елемента. Први је њихова улога у скретању пажње „култивиране публике“ далеко од „званичних ауторитета“ према „ономе што је ново, иновативно, и изазовно“. Друго, они су много учинили у промовисању „просветитељских идеала толеранције и интелектуалне објективности“. Треће, часописи су били имплицитна критика постојећих идеја о универзалној истини монополисаној од стране монархија, парламената, и религијских ауторитета. Ови су часописи представљали нови извор знања кроз науку и разум, који је поткопавао старе изворе ауторитета. И најзад, они су представили хришћанско просветитељство које потврђује „легитимитет од Бога произашлог ауторитета“ — Библије — према којему мора постојати слагање између библијских и природних теорија.

### Школе и универзитети
Већина дела просветитељства имало је тенденцију да наглашава шта интелектуалци мисле о томе како би образовање требало да буде, а не како је образовање било у време 17. и 18. века. Водећи теоретичари образовања, као Џон Лок у Енглеској и Жан Жак Русо у Швајцарској наглашавали су важност раног обликовања младих умова. У касном просветитељству повећала се потражња за универзалнијим приступом образовању, посебно након Америчке и Француске револуције.
Децу су у просветитељству учили да меморишу чињенице путем оралних и графичких метода утврђених током ренесансе. Доминантна образовна психологија од 1750-их надаље, поготово у земљама Северне Европе била је асоцијационизам, мисао да ум асоцира и дисоцира идеје путем рутине понављања. Осим што је уводио просветитељске идеологије слободе, самоодређења, и личне одговорности, нудио је и практичну теорију ума која је омогућавала учитељима да трансформишу облике културе штампе и рукописа у ефикасне графичке алате учења за нижу и средњу класу.
Многи водећи универзитети који су прихватили прогресивне принципе просветитељства смештени су у Северној Европи, најпознатији међу њима су универзитети у Лајдену, Гетингену, Халеу, Монпељеу, Упсали и Единбургу. Из ових универзитета, поготово оног единбуршког, произашли су професори чије су идеје имале значајан утицај на Британске северноамеричке колоније и, касније, на Америчку Републику. Међу природним наукама, единбуршки медицински стручњаци истицали су се у хемији, анатомији и фармакологији.
Међутим, универзитети и школе у Француској и већини Европе генерално су биле бастиони традиционализма и нису биле наклоњене просветитељству. Један већи изузетак у Француској био је медицински универзитет у Монпељеу.

### Академије
Историја академија у Француској започиње с оснивањем академије наука, 1635. године у Паризу. Била је чврсто везана за француску државу и деловала је као владин продужетак у недостатку владиних научника. Помагала је у промовисању и организовању нових дисциплина и образовала је нове научнике. Учествовала је у јачању друштвеног статуса научника и сматрала их је „најкориснијима од свих грађана“. Академија је показивала повећани интерес за науку заједно с повећаном секуларизацијом, што је видљиво из малог броја чланова свештеника (око 13%).

„У првом заносу научне смелости, мислиоци просветитељства су покушали да пренесу темељне принципе у сваки човечји интелектуални подухват, слично ономе што је с великим успехом остварено у Њутновој физици. Ова потрага донела је и скептични став према ауторитету, одбацујући све што нема сигурне темеље у искуственом. У историјском смислу, овај је став у просветитељству привремено превладао у домену морала, метафизике, и књижевности, што је подстакло изванредне амбиције француских енциклопедиста, и њихов материјалистички, готово механицистички, поглед на Свемир. То је произвело политичке теорије које су мотивисале Француску и Америчку револуцију, те систематска истраживања у хемији и биологији која су пак довела до развоја еволуционизма у 19. веку. Довело је такође и до техничких достигнућа која су преципитирала у модерни индустријализам и премда је тиме утрт пут за недаће револуције и фабричког рада, то је умове образованих класа инфицирало ведрином видика и поверења у људске капацитете који су одагнали препаде Хјумовог скептицизма, Вицеовог антирационализма и растуће интроверзије и судбином оптерећеног мистицизма романтичара. Ово је било августовско доба енглеске поезије, доба Џонсона и Голдсмита, Волтера, Дидерота и Русоа, Лесинга и Винкелмана. Из перспективе историчара то је вероватно најбогатија и најузбудљивија од свих интелектуалних ера, не толико због садржаја, колико због утицаја идеја које су тада биле заступљене.“

Присутност француских академија у јавној сфери не може се објаснити друштвеним пореклом њихових чланова; премда је већина чланства припадала буржоазији, ове ексклузивне институције биле су отворене само елитним париским научницима. Они су сами себе перципирали као „тумачи науке за становништво“. Заиста су с тим на уму академије кренуле у побијање популарне псеудонаучне теорије месмеризма.
Међутим најважнији облик учествовања академија у јавној сфери била су concours académiques („академска надметања“) која су оне спонзорисале широм Француске. Као што Џереми Л. Карадона објашњава у чланку објављеном у Annales, „Prendre part au siècle des Lumières: Le concours académique et la culture intellectuelle au XVIIIe siècle”, ова академска надметања била су можда најјавнија од свих институција током просветитељства.
Француска академија је оживела ову праксу која датира још из средњег века кад је расписала јавна надметања средином 17. века. Предмет надметања су у почетку углавном биле религијске или монархијске тематике и обухватале су есеје, поезију и сликарство. Отприлике око 1725, међутим, теме надметања су се радикално прошириле и постале разнолике, а укључивале су и „краљевску пропаганду, филозофске битке и критичке дискусије о друштвеним и политичким институцијама Старог режима.“ Нису се избегавале контроверзне теме: Карадона цитира као пример теорије Њутна и Декарта, трговине робљем, образовање жена и правду у Француској.
Још важније, такмичења су била отворена свима, а присилна анонимност сваког доприноса гарантовала је да пол или друштвени статус не могу утицати на суђење. Мада је „велика већина“ учесника припадала добростојећим друштвеним слојевима („слободним уметницима, свештенству, припадницима судства и медицинских професијама“), било је појединачних случајева објављивања радова од стране нижих класа, понекад и победа.
У надметањима је учествовао и побеђивао значајан број жена. Од укупно 2300 наградних такмичења одржаних у Француској, жене су победиле у њих 49. То је можда мали број према модерним стандардима, али врло значајан у доба кад велика већина жена није имала академско образовање. Већина жена победница била је у категорији поезије, пошто се то подручје стимулисало код образовања жена.
Лондонско Краљевско друштво је такође одиграло значајну улогу у ширењу идеја просветитељства у јавној сфери Енглеске. Ово друштво основала је група независних научника, а енглески краљ им је доделио повељу 1662. Краљевско друштво је играло важну улогу у ширењу експерименталне филозофије Роберта Бојла Европом и деловало је као центар за дистрибуцију интелектуалне кореспонденције као и за размену информација. Као што Стивен Шејпин и Симон Шафер тумаче, Роберт Бојле је био „оснивач света експериментисања унутар која научници сада живе и делују“. Бојлово систематизовано знање утемељено је на експериментисању, при којем су присутни сведоци резултата експеримента што омогућава одговарајући емпиријски легитимитет. Овде Краљевско друштво игра важну улогу: експериментисање пред сведоцима је морао бити „колективни чин“, а просторије већа Краљевског друштва биле су идеално место за донекле јавна приказивања.
Међутим, није се било који сведок сматрао поузданим: „оксфордски професори су се сматрали поузданијим сведоцима од сељака из Оксфордшира.“ Два су се фактора узимала у обзир: претходно знање сведока из тог подручја и сведоков „морални интегритет“. Другим речима, само се цивилно друштво узимало у обзир као публика за експерименте.

### Кафане
Кафане су биле посебно важне у ширењу знања у доба просветитељства, јер су стварале јединствени амбијент у којем су се врло различити људи могли састајати и размењивати идеје. Култура кафана је наилазила на критику племства, које се бојало и гнушало амбијента у којем се сталеж и титула с пратећим привилегијама занемарује. Овакав амбијент посебно је плашио краљеве чија власт добрим делом произлази из разлика међу друштвеним класама. Ако се класе удруже под утицајем просветитељског начина размишљања, могле би препознати свеобухватајуће угњетавање и злоупотребу од стране властитих краљева и, захваљујући својој бројности, могли би покренути успешне побуне. Краљеви су такође одбијали идеју да њихови поданици наступају као један како би расправљали политичка питања, поготово питања спољне политике. Монарси су, наиме, сматрали да су политичка питања искључиво њихова ствар, као последица њиховог наводног Божјег права на власт.
Прва енглеска кафана отворена је у Оксфорду 1650. године. Историчар Брајан Кован објашњава да су се оксфордске кафане развиле у „пени универзитете“, нудећи место стицања знања које је било мање формално од структурираних институција. Ови пени универзитети заузимали су значајну позицију у оксфордском академском животу, пошто су их посећивали виртуози. Према Ковану, „кафане су биле места састајалишта слично мислећих учењака, где су могли читати и учити из међусобних дебата“. Оне, међутим, нису биле универзитетске институције и тамошњи дискурс је увелико био на другачијем нивоу од универзитетског учења."
Мада су многи покровитељи кафана били учењаци, велики део њих то није био. Култура кафана привлачила је различите врсте људи, не само образоване и добростојеће већ и мање образоване припаднике буржоазије, чак и нижу класу. Иако се могло чинити позитивним да учени покровитељи, као лекари, адвокати или трговци представљају готово све класе, амбијент кафане је будио страх у људима који су захтевали очување класних разлика. Према мишљењу историчара Лавренца Е. Клејна, једна од популарних критика кафана тврдила је да „омогућава промискуитетну асоцијацију међу људима различитих сталежа на друштвеној лествици, од занатлија до аристократа“. Зато су поређени с Нојевом барком, „која прима у себе све врсте животиња, чисте и нечисте“.
Ова јединствена култура послужила је као катализатор за журнализам када су Џозеф Адисон и Ричард Сил препознали потенцијал коју је она као читалачка публика имала. Стил и Адисон су заједно објавили The Spectator, дневно издање које је имало циљ, преко фикцијског карактера господина Спектатора, да забави и да изазове дискусију о озбиљним филозофским питањима. Стил је самостално објавио The Tatler, британски часопис о књижевности и друштву, који је обухватао у првом реду новости и трачеве из популарних кафана.
Франческо Прокопио деј Колтели основао је прву кафану у Паризу, кафе Прокоп, 1686. године, а до 1720-их било је око 400 кафана у граду. Посебно је кафе Прокоп постао центар просветитељства, у којем су биле добродошле личности као Волтер и Русо. Кафе Прокоп је место где су Дидро и Жан ле Рон д'Аламбер одлучили да створе Encyclopédie. Посебно је Роберт Дарнтон до у детаље проучавао разговоре у париским кафанама. Он описује како су кафане биле једни од многих „нервних центара“ за публику гласина, јавна шушкања или говоркања. Ова публика гласина је наводно била пуно бољи извор информација од новина оног доба.
Поврх тога, кафане су представљале историјску прекретницу током које су људи открили да могу да имају угодни друштвени живот унутар својих заједница. Кафане су по први пут постајале домови изван домова за многе који су тражили суделовање у расправи са својим суседима и дискутирали о интригантним и мисаоним темама, посебно оним из подручја филозофије и политике. Оне су биле кључне за просветитељство, пошто су биле центри слободоумља и самооткривања.

### Дебатна друштва
Дебатна друштва која су се појавила око 1780. у Лондону представљају готово савршен пример јавне сфере из доба просветитељства. Дона Т. Андру тврди да она произлазе из четири различите реалности:
- Клубови од педесетак или више људи који су се почетком 18. века, налазили у кафанама и расправљали о религијским питањима и државним пословима.
- Клубови симулисаног суђења, чести међу студентима права како би вежбали реторику.
- Декламаторски клубови, основани су како би помогли глумцима у вежбању позоришних улога.
- Ораторијум Џона Хенлија, који је мешао необуздано проповедање с још апсурднијим питањима попут „Би ли Шкотска била било где у свету?“[193]

У сваком случају популарна дебатна друштва у касним су 1770-има почела улазити у „господске“ или респектабилне просторије, што је била промена која је помогла да се успостави нови стандард друштвености: „ред, децентност, либералност“, по речима Религијског друштва Старопортугалске улице. Респектабилност је такође била подстицана високим ценама пријема (у распону од 6 денара до 3 шилинга), што је допринело уздржавању нових установа. Негативност овог развоја догађаја је оно што Андру назива „експлозија интереса о теорији и пракси јавног говорништва“. Дебатна друштва су била трговачка предузећа која су одговорила на ту потражњу, понекад и врло успешно. Нека друштва су, заиста, могла да угосте од 800 до 1200 гледалаца у једној вечери.
Ова су друштва расправљала о врло широком распону тема. Једно опширно подручје биле су жене: друштва су расправљала о „мушким и женским квалитетама“, удварању, браку и улози жена у јавној сфери. Расправљало се такође о политичким питањима, од текућих догађаја до „природе и ограничења политичког ауторитета“, до природе права гласа. Расправе о религији заокружиле су тематику. Важно је нагласити да се критичност тема у тим дебатама није нужно рефлектовала у опозицији власти. Другим речима, резултати ових дебата врло су често потврђивали статус кво.
Из историјске перспективе, једна од најважнијих обележја дебатних друштава била је отвореност јавности. Жене су присуствовале и чак суделовале у готово сваком дебатном друштву, која су такође била отворена свим друштвеним слојевима под условом да су у стању да плате улазницу. Гледаоци су могли да учествују у врло егалитаристичком облику друштвености што је помогло ширењу „просветитељских идеја“.

### Масонске ложе
Историчари су дуго расправљали до које је мере тајна мрежа масонства играла улогу у просветитељству. Они се слажу да су познати лидери просветитељства, као на пример, Дидро, Монтескје, Волтер, Поуп, Хорас Волпол, Сер Роберт Волпол, Моцарт, Гете, Фридрих Велики, Бенџамин Френклин, и Џорџ Вашингтон припадали масонима. Према дугорочној историјској перспективи, историчар Норман Дејвис објашњава да је масонство било моћна сила у корист либерализма у Европи, од 1700-их до 20. века. У доба просветитељства се брзо ширило, те је допрло до свих земаља Европе. Масонство је посебно било привлачно моћним аристократима и политичарима, као и интелектуалцима, уметницима и политичким активистима.
Америчка историчарка Маргарет Џејкоб објашњава да је масонство у доба просветитељства обухватало интернационалну мрежу истомислећих људи, који су се често налазили у тајности у својим ложама и следили ритуалне програме. Промовисали су идеале просветитељства и олакшавали ширење истих дуж целе Британије и Француске према другим земљама. Масонство, као саставни кредо с властитим митовима, вредностима и системом ритуала, рођено је у Шкотској око 1600, те се најприје почело ширити Енглеском, а потом током 18. века дуж целог континента. Масони су подстицали нова правила понашања, укључујући и јавно разумевање идеала слободе и једнакости наслеђених из солидарности међу гилдама: „слобода, братство и једнакост“ Шкотски војници и шкотски јакобити проширили су идеал братства у Европу, који није рефлектовао локални систем шкотских обичаја, већ институције и идеале рођене у Енглеској револуцији против краљевог апсолутизма. Масонство је посебно било заступљено у Француској. Године 1789. било је више од 100.000 француских масона, што је масонерију чинило најпопуларнијом од свих удружења просветитељства. Масони су показивали своју склоност тајновитости и створили су низ нових обреда и чинова. Слична друштва, која су делимично опонашала масонство, основана су у Француској, Немачкој, Шведској и Русији. Један од примера били су илуминати основани у Баварској 1776. Они су преузели многе карактеристике од масона, али никад нису били део њихове мреже. Илуминати су били отворена политичка група, док већина масонских ложа нису.
Џејкоб додатно појашњава да су масонске ложе створиле приватни модел за јавне послове. Они су „реконструирали политику и успоставили уставни облик самоуправе, потпуно с уставима и законима, изборима и представницима“. Другим речима, микродруштво изграђено унутар ложа чинило је нормативни модел за друштво у целини. То је посебно било истакнуто на европском тлу: кад су наиме 1730-их основане прве ложе, њихово остварење британских идеала било је виђено као претња државном ауторитету. Париску су ложу, на пример, 1720-их чинили енглески јакобити у егзилу. Штавише, масони широм целе Европе отворено су се приклањали просветитељству у целини. У француским је ложама, на пример, реченица „да будем просвећен, тражим просвећене“ била део њихових иницијацијских обреда. Британске ложе доделиле су себи задатак да „иницирају непросветљене“. То нужно не веже ложе за ирелигиозност, али исто тако их не искључује од повремених епизода јереси. Многе су ложе, уистину, славиле Великог архитекту, што је масонски термин за деистичко божанство које је створило и уредило свемир по правилима науке.
Немачки филозоф Рејнхарт Коселек тврди да су „на Континенту постојале две друштвене структуре које су дале судбоносни печат добу просветитељства: Res publica letteraria и масонске ложе“. Шкотски професор Томас Манк образлаже да „иако су масони промовисали међународне и међудруштвене контакте који су у суштини били нерелигиозни и у складу с вредностима просветитељства, они се у својој бити тешко могу дефинисати као значајна радикална и реформистичка мрежа“. Чини се да су се многе од масонских вредности врло свиделе просветитељским мислиоцима. Дидро у Д'Аламберовом сну разматра везу између масонских идеала и просветитељства, проучавајући масонство као начин ширења просветитељских веровања. Историчарка Маргарет Џејкоб наглашава важност масона у индиректном инспирисању просветитељске политичке мисли.
У негативном смислу, Данијел Роше оспорава тврдње да је масонство промовисало егалитаризам. Он објашњава да је „права једнакост ложа била елитистичка“, те је привлачила особе сличних друштвених статуса. За присуство племкиња у француским „адоптивним ложама“ које су се формирале 1780-их увелико су биле заслужне блиске везе које су те ложе делиле с аристократским друштвом.

#### Масони и Француска и Америчка револуција
Велики непријатељ масонства била је римокатоличка црква, тако да се у земљама с великом католичком већином као нпр. Француској, Италији, Шпанији и Мексику, много окрутних политичких битака збивало између, како их Дејвес назива, реакционарне цркве и просвећеног масонства.
У појмовима њиховог утицаја на револуционарну политику, историчар Роберт Розвел Палмер закључује да су чак и у Француској масони били политички „безазлени, ако не и смешни“ и нису деловали као група. Мада је познато да су Бенџамин Френклин и Џорџ Вашингтон заиста били активни масони, амерички историчари умањили су важност масонства као узрока Америчке револуције, пошто је масонски ред био аполитичан и обухватао је и патриоте и њихове непријатеље лојалисте.

## Важни интелектуалци
| Личност                            | Животни век | Националност          | Белешке |
| ---------------------------------- | ----------- | --------------------- | --- |
| Томас Абт                          | 1738–1766   | немачка               | Аутор дела („О смрти за своју нацију“). |
| Жан ле Рон д'Аламбер               | 1717–1783   | француска             | Математичар и физичар, један од твораца Encyclopédie. |
| Франсис Бејкон                     | 1561–1626   | енглеска              | Филозоф који је покренуо револуцију у емпиријској мисли карактеристичној за већи период просветитељства. |
| Пјер Бејл                          | 1647–1706   | француска             | Књижевни критичар познат по уређивању часописа и творац значајног дела „Dictionnaire historique et critique“. Један од првих мислилаца просветитељства који се залагао за толеранцију између различитих религиозних веровања. |
| Чезаре Бекарија                    | 1738–1794   | италија               | Реформатор закона о криминалу, најпознатији по трактату („O zločinima i kaznama“) (1764). |
| Балтазар Бекер                     | 1634–1698   | холандија             | Кључна фигура раног просветитељства. У својој књизи (1668) Бекер објашњава да теологија и филозофија имају своја одвојена подручја спознаје и да природа не може бити објашњена из светих списа, као што ни теолошка истина не може бити изведена из природе. |
| Џорџ Беркли                        | 1685–1753   | ирска                 | Филозоф и математичар познат по развоју субјективног идеализма. |
| Јустус Хенинг Бехмер               | 1674–1749   | немачка               | Црквени правник, један од првих реформатора црквеног и грађанског права, која су била темељ каснијих реформи и које су се очувале до 20. века. |
| Руђер Бошковић                     | 1711–1787   | српска                | Физичар, астроном, математичар, филозоф, дипломата, песник, теолог и исусовац. Полимат рођен у Дубровачкој републици (садашњој Хрватској), студирао је и живео у Италији и Француској, где је објавио већину својих дела. Осмислио је претечу атомске теорије и заслужан је за значајне доприносе астрономији, као што је први геометријски поступак за одређење екватора ротирајуће планете са три посматрања површинских својстава, и за прорачун орбите планета са три посматрања позиције језгра. Године 1753. открио је и непостојање атмосфере на Месецу.                                            |
| Џејмс Босвел                       | 1740–1795   | шкотска               | Биограф Самјуела Џонсона, допринео је успостави општих норми за писање биографија. |
| Г. Л. Бјуфон                       | 1707–1788   | француска             | Биолог, аутор дела узимао је у обзир теорију природне селекције и проучавао сличности између човека и мајмуна. |
| Едмунд Берк                        | 1729–1797   | ирска                 | Парламентарни заступник и политички филозоф, најпознатији по прагматизму, сматра се значајним и за просветитељску и за конзервативну мисао. |
| Димитрје Кантемир                  | 1673–1723   | молдавска             | Филозоф, историчар, композитор, музиколог, лингвист, етнограф и географ. |
| Емили ду Шатле                     | 1706–1749   | француска             | Математичар, физичар и преводитељ. Превео је Њутнову с властитим коментаром. |
| Андерс Чудениус                    | 1729–1803   | финско-шведска        | Свештеник и црквени члан Риксдага, данас познат као водећи класични либерал у нордијској историји. |
| Франциско Хавиер Клавихеро         | 1731–1787   | мексичка              | историчар, најпознатији по свом делу („Античка историја Мексика“) у којој описује историју и културу Астека. |
| Маркиз де Кондорсет                | 1743–1794   | француска             | Филозоф, математичар, и рани политички научник који је осмислио концепт Кондорцетове методе. |
| Екатарина Дашкова                  | 1743–1810   | руска                 | Директор Царске академије уметности и наука (данас Руска академија наука). |
| Дени Дидро                         | 1713–1784   | француска             | Оснивач Encyclopédie, анализирао проблем слободне воље и везивање за материјалне објекте, допринијео је теорији књижевности. |
| Бенито Херонимо Фејхо и Монтенегро | 1676–1764   | шпанска               | Најистакнутији заговарач критичког емпиризма на самом почетку шпанског просветитељства. Види још шпанског учењака Мартина Сармијента (1695–1772) |
| Христлиб Фелдстрауч                | 1734–1799   | руска и немачка       | Просветитељ и филозоф. Аутхор дела |
| 1700-их                            | француска   | Енциклопедисти        | |
| Бернар ле Бовије де Фонтенел       | 1657–1757   | француска             | Аутор. |
| Денис Фонвизин                     | 1744–1792   | руска                 | Писац и драматург. |
| Хосе Гаспар Родригез де Франсија   | 1766–1840   | парагвајска           | Први председник Парагваја. Увео је радикалне политичке идеје никад пре примењене у Јужној Америци, своју је земљу учинио богатијом и сигурнијом од било које друге јужноамеричке земље. |
| Бенџамин Френклин                  | 1706–1790   | америчка              | Државник, научник, политички филозоф, аутор. Као филозоф, познат је по својим текстовима о националности, економским питањима, афоризмима објављеним у и полемикама у корист америчке независности. Суделовао је у писању Америчке декларације о независности и Устава САД из 1787. |
| Луиђи Галвани                      | 1737–1798   | италијанска           | Лекар, физичар и филозоф, пионир студија о биоелектрицитету. |
| Антонио Ђеновези                   | 1712–1769   | италијанска           | Аутор дела о филозофији и политичкој економији. |
| Едвард Гибон                       | 1737–1794   | енглеска              | Историчар, најпознатији по свом делу („Пропаст и пад Римског царства“). |
| Јохан Волфганг Гете                | 1749–1832   | немачка               | Тесно везан за вредности просветитељства; вођа Вејмарског класицизма. |
| Олимпија де Гуж                    | 1748–1793   | француска             | Драматург и активист, залагао се за профеминистичку политику. |
| Александар Хамилтон                | 1755–1804   | америчка              | Економист, политички теоретичар и политичар. Главни протагониста писања Устава Сједињених Америчких Држава, и најзначајнији појединачни аутор докумената The Federalist Papers, којима се заговара ратификација Устава кроз његов детаљни преглед, анализу његових филозофских и моралних темеља, те његову намеру. |
| Јозеф Хајдн                        | 1732–1809   | аустријска            | Композитор. Револуционирао је симфонијски облик. |
| Клод Адријан Хелвецијус            | 1715–1771   | француска             | Филозоф и писац. Познат по свом делу („О уму“). |
| Јохан Готфрид фон Хердер           | 1744–1803   | немачка               | Теолог и лингвист. Предложио је тезу да језик детерминира мисао, увео концепт је етничких студија и национализма, утицао је на касније романтичарске мислиоце. Рани присталица демократије и републиканске самовладавине. |
| Томас Хобс                         | 1588–1679   | енглеска              | Филозоф, написао је дело Левијатан, кључни текст политичке филозофије. Мада Хобс оправдава апсолутистичку монархију, његово је дело прво које постулира да свјетовно право монарха не долази од Божје воље да он постане монарх, већ од народа који слободно одлучи да ће властиту моћ и слободу ставити у његове руке. Другим речима, Хобс замењује божје право краљева с раном формулацијом друштвеног уговора. Хобсов рад је наишао на осуду и од реформатора због његове обране апсолутизма и од традиционалиста због његовог заговарања идеје да моћ владара произлази из народа, а не из Божје воље. |
| Барон Холбах                       | 1723–1789   | француска             | Аутор, енциклопедиста и први европски декларирани атеист. Подигао је јаке контроверзије због критике религије у целости у свом делу . |
| Лудвиг Холберг                     | 1684-1754   | норвешка              | Писац, есејист, филозоф, историчар и драматург. |
| Хенри Хоум                         | 1696–1782   | шкотска               | Правник и филозоф. Заштитник Адама Смита и Дејвида Хјума |
| Роберт Хук                         | 1635–1703   | енглеска              | Вероватно водећи експериментатор свог времена, Кустос експеримената за Краљевско друштво. У својим делима је квантификовао концепте као Бојлов закон и обрнуто пропорционални однос гравитације, отац је микроскопије. |
| Вилхелм фон Хумболт                | 1767–1835   | немачка               | Лингвист, утемељитељ модерног образовног система, филозоф и дипломата. |
| Дејвид Хјум                        | 1711–1776   | шкотска               | Историчар, филозоф и економиста. Најпознатији по свом емпиризму и научном скептицизму, напредним доктринама натурализма и материјалног узрока. Утицао је на Канта и Адама Смита. |
| Томас Џеферсон                     | 1743–1826   | америчка              | Државник, политички филозоф и едукатор. Као филозоф, највише је познат по доприносима Америчкој декларацији о независности (1776), поготово по реченици „Сви су људи учињени једнаки“, и његовом заговарању демократије у теорији и пракси. Као полимата, подстицао је високо образовање као начин подизања целе нације. |
| Гаспар Мелчор де Ховеланос         | 1744–1811   | шпанска               | Истакнути државник. Главна личност шпанског просветитељства. |
| Имануел Кант                       | 1724–1804   | немачка               | Филозоф и физичар. Успоставио је критичку филозофију на систематској бази, предложио ја материјалистичку теорију стварања сунчевог система, писао је о етици и моралу. Описао је принципе просветитељства у свом есеју (1784). Најважнија је личност немачког идеализма и значајан по свом утицају на Фихта и Хегела. |
| Василиј Каразин                    | 1773–1842   | руска и украјинска    | Интелектуалац, изумитељ и оснивач Министарства националног образовања у Руском царству. Објављивао научне радове у Украјини. Оснивач је Универзитета у Харкову, који и данас носи његово име. Познат је и по томе што се опирао, ономе што је по његовом мишљењу, колонијална експлоатација Украјине од стране Руског царства. |
| Хјуго Колатај                      | 1750–1812   | пољска                | Активан у Комисији за национално образовање и Друштву основношколских уџбеника, реформирао је Академију у Кракову, чији је био ректор од 1783. до 1786. Био је један од аутора Пољско-Литванског Устава из 3. маја 1791. и основао је Скупштину пријатеља устава која је помагала у његовој имплементацији. |
| Игнаци Красицки                    | 1735–1801   | пољска                | Водећи песник пољског просветитељства. |
| Жозеф Луј Лагранж                  | 1736–1813   | италијанско-француска | Математичар, познат по својим доприносима математичкој анализи, теорији бројева, и небеској механици. |
| Антоан Лавоазје                    | 1743–1794   | француска             | Оснивач модерне хемије; осуђен на смрт за време Француске револуције због својих политичких идеја. |
| Готфрид Вилхелм Лајбниц            | 1646–1716   | немачка               | Филозоф и математичар, Њутнов ривал. |
| Ђакомо Леопарди                    | 1798–1837   | Италијан              | Песник, есејиста, филозоф и филолог. |
| Готхолд Ефрајм Лесинг              | 1729–1781   | немачка               | Позоришни писац, критичар, политички филозоф. Основао је позориште на немачком језику. |
| Карл фон Лине                      | 1707–1778   | шведска               | Ботаничар, лекар и зоолог, створио је темеље модерне биномске номенклатуре живих бића. Познат је као отац модерне таксономије. |
| Џон Лок                            | 1632–1704   | енглеска              | Филозоф, важан емпиричар који је проширио рад Франциса Бејкона и Томаса Хобса. Један од првих мислилаца који су обрађивали однос државе и појединца, уговорног темеља функционисања државе и владавине закона. Залагао се за личне слободе наглашавајући право на власништво. |
| Михаил Ломоносов                   | 1711–1765   | руска                 | Полимат, научник и писац, значајно је допринео на подручју књижевности, образовања и науке. |
| Џејмс Медисон                      | 1751–1836   | америчка              | Државник и политички филозоф. Имао је кључну улогу у писању Устава САД и формирању његовог теоријског оправдања у Федералним списима; аутор америчког . |
| Мозес Менделсон                    | 1729–1786   | јеврејско-немачко     | Филозоф јеврејског просветитељства у Прусији (Хаскалах) |
| Жан Мелије                         | 1664-1729   | француско             | Римокатолички свештеник, филозоф и први атеистички писац од антике. Аутор дела Тестамент, књиге-есеја чију су реторику и аргументе користили други аутори просветитељства као Дени Дидро, Барон Холбах и Волтер. |
| Ламетри                            | 1709-1751   | француска             | Лекар и рани присталица филозофског материјализма. Најпознатији по делу („Човек машина“). |
| Џејмс Бернет                       | 1714–1799   | шкотска               | Филозоф, правник, пререволуцијски мислилац, допринео је идеји језичне еволуције. |
| Јозеф Вратислав Монс               | 1733–1793   | чешка                 | Професор права на Универзитету у Оломоуцу, водећа личност просветитељства у Хабсбуршкој монархији |
| Монтескје                          | 1689–1755   | француска             | Политички мислилац. Познат по артикулацији теорије о подели власти, данас имплементираној у многим уставима света. Политички научник Доналд Лутц открио је да је Монтескје највише цитирани ауторитет о владавини у колонијалној Америци. |
| Леандро Фернандез де Моратин       | 1760–1828   | шпанска               | Писац драма и преводилац, подржавао је републиканство и слободно мишљење. Транзицијска личност према романтизму. |
| Волфганг Амадеус Моцарт            | 1756–1791   | аустријска            | Водећи композитор свог доба. |
| Хосе Селестино Мутис               | 1755–1808   | шпанска               | Ботаничар, водио је прве експедиције у сврху проучавања биљака у Јужној Америци и скупио је велику збирку биљака. |
| Исак Њутн                          | 1642–1727   | енглеска              | Физичар, математичар и астроном, професор математике на Универзитету у Кембриџу. Аутор је дела . |
| Николај Новиков                    | 1744–1818   | руска                 | Филантроп и новинар, настојао је подстакне културу руских читалаца. |
| Доситеј Обрадовић                  | 1739–1811   | српска                | Писац, лингвист и просветитељ, утицајни заговаратељ српског културалног национализма и оснивач Министарства националног образовања у Србији за власти Карађорђевића. Основао је и Универзитет у Београду. |
| Захарије Орфелин                   | 1726–1785   | српска                | Полимат-песник, писац, историчар, преводилац, графичар, издавач итд. |
| Франческо Марио Пагано             | 1748–1799   | италијанска           | Правник и филозоф, један од пионира модерног казненог закона. |
| Томас Пејн                         | 1737–1809   | енглеска/америчка     | Памфлетист, најпознатији по памфлету (1776) који позива на Америчку независност као најрационалније решење. |
| Маркиз од Помбала                  | 1699–1782   | португалска           | Државник, значајан по свом брзом и компетентном водству након потреса у Лисабону 1755. Имплементирао је економску политику која је регулисала трговачку активност и стандардизовала квалитет у земљи. |
| Станислав Август Поњатовски        | 1732–1798   | пољска                | Последњи краљ независне Пољске, водећа личност просветитељства пољско-литванског простора и коаутор једног од првих модерних устава у свету, пољског Устава 3. маја 1791. |
| Франсоа Кене                       | 1694–1774   | француска             | Економиста физиократске школе. |
| Александар Радишчев                | 1749–1802   | руска                 | Писац и филозоф. Истакнуо је традицију радикализма у руској књижевности |
| Јован Рајић                        | 1726–1801   | српска                | Писац, историчар, путник и педагог, сматра се једним од највећих српских академика 18. века. |
| Томас Рид                          | 1710–1796   | шкотска               | Филозоф, развио је здраворазумски реализам. |
| Жан Жак Русо                       | 1712–1778   | швајцарска            | Политички филозоф, утицао је на многе личности просветитељства, али није веровао у примат разума, те је ближи покрету романтизма. |
| Адам Смит                          | 1723–1790   | шкотска               | Економиста и филозоф. Написао је („Богатство нација“), у којем објашњава да богатство није новац сам по себи, богатство произлази из одане вредности произведених добара од стране инвестираног капитала и рада. Понекад се сматра оцем економске политике laissez-faire, али се у ствари залаже за одређени ступањ државне контроле која би одржавала једнакост. |
| Јан Снјадецки                      | 1756–1830   | пољска                | Математичар, филозоф и астроном. |
| Анджеј Снјадецки                   | 1768–1838   | пољска                | Писац, лекар, хемичар и биолог. |
| Барух Спиноза                      | 1632–1677   | холандско-јеврејска   | Филозоф који је припомогао стварању оквира просветитељству 18. века. |
| Александар Сумароков               | 1717–1777   | руска                 | Песник и позоришни писац, творац класичног позоришта у Русији. |
| Емануел Сведенборг                 | 1688–1772   | шведска               | Природословац и теолог, његово проучавање односа душе и тела довело је до детаљног метафизичког модела односа духовног и природног. |
| Ђанбатиста Вико                    | 1668–1744   | италијанска           | Политички филозоф, говорник, историчар и правник. |
| Волтер                             | 1694–1778   | француска             | Врло утицајни писац, историчар и филозоф. Промовисао је Њутново учење и осуђивао организовану религију као штетну. |
| Адам Вајсхаупт                     | 1748–1830   | немачка               | Оснивач реда Илумината. |
| Кристијан Волф                     | 1679–1754   | немачка               | Филозоф |
| Мери Вулстонкрафт                  | 1759–1797   | британска             | Писац и једна од првих феминисткиња. |

### Наменске студије
- Aldridge, A. Owen (ed.). The Ibero-American Enlightenment. 1971.
- Andrew, Donna T. (јун 1996). „Popular Culture and Public Debate: London 1780”. The Historical Journal. 39 (2): 405—423. JSTOR 2640187. doi:10.1017/S0018246X00020306.
- Broadie, Alexander (2007). The Scottish Enlightenment: The Historical Age of the Historical Nation. ISBN 978-1-84158-640-3.
- Broadie, Alexander (2003). The Cambridge Companion to the Scottish Enlightenment.
- 2004
- Brown, Stuart, ур. (2002). British Philosophy in the Age of Enlightenment.
- 1982
- Cowan, Brian (2005). The Social Life of Coffee: The Emergence of the British Coffeehouse. New Haven: Yale University Press.
- Darnton, Robert (1982). The Literary Underground of the Old Regime. Harvard University Press. ISBN 978-0-674-53656-2.
- Europe in the age of enlightenment and revolution. New York: The Metropolitan Museum of Art. 1989. ISBN 978-0-87099-451-7.
- Edelstein, Dan (2010). The Enlightenment: A Genealogy. University of Chicago Press.
- Golinski, Jan (2011). „Science in the Enlightenment, Revisited”. History of Science. 49 (2): 217—231. doi:10.1177/007327531104900204.
- Goodman, Dena (1994). The Republic of Letters: A Cultural History of the French Enlightenment. Cornell University Press. ISBN 978-0-8014-2968-2.
- Hesse, Carla. (2001). The Other Enlightenment: How French Women Became Modern. Princeton: Princeton University Press.
- Hankins, Thomas L (1985). Science and the Enlightenment.
- 1999
- Sorkin, David (2008). The Religious Enlightenment: Protestants, Jews, and Catholics from London to Vienna.
- ) 2011

### Примарни извори
- Broadie, Alexander, ур. (2001). The Scottish Enlightenment: An Anthology.
- ) 2011
- Gay, Peter, ур. (1973). The Enlightenment: A Comprehensive Anthology..
- Gomez, Olga, ур. (2001). The Enlightenment: A Sourcebook and Reader.
- Kramnick, Issac, ур. (1995). The Portable Enlightenment Reader. ISBN 978-0-14-024566-0.